# 小泉純一郎
小泉 純一郎（こいずみ じゅんいちろう、1942年〈昭和17年〉1月8日 - ）は、日本の政治家。
内閣総理大臣（第87・88・89代）、農林水産大臣（第37代）、外務大臣（第127代）、厚生大臣（第68・69・80代）、年金問題担当大臣（竹下改造内閣）、郵政大臣（第55代）、大蔵政務次官（第2次大平内閣）、衆議院大蔵委員長、衆議院議員（12期）、自由民主党総裁（第20代）を歴任した。

## 概説
福田赳夫の秘書を経て、1972年（昭和47年）の第33回衆議院議員総選挙で初当選し、以来12期連続当選。自由民主党では清和会（福田派、安倍派、三塚派、森派）に所属した。また、山崎拓や加藤紘一と「YKK」を結成し、経世会支配からの脱却や党の世代交代を訴え「グループ・新世紀」を旗揚げした。
竹下政権にて厚生大臣として初入閣した。宇野政権、橋本政権でも厚生大臣を務め、宮澤政権では郵政大臣を務めた。森喜朗の後任として自由民主党総裁に選出され、2001年（平成13年）4月に内閣総理大臣に就任した。内閣総理大臣の在任期間は1980日で、第二次世界大戦後の内閣総理大臣としては安倍晋三、佐藤栄作、吉田茂に次ぐ第4位。平成においては安倍晋三に次ぐ第2位の長期政権である。2009年（平成21年）の第45回衆議院議員総選挙には立候補せず、二男の進次郎を後継に指名し政界を引退した。引退後は奥田碩、田中直毅らとシンクタンク「国際公共政策研究センター」を設立し、その顧問を務めた。公益財団法人日本尊厳死協会の顧問を務めている。

## 経歴

### 生い立ち

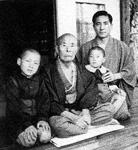
小泉家。左から純一郎、又次郎（祖父）、正也（弟）、純也（父）。

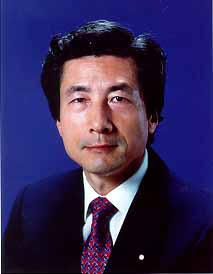
厚生大臣就任時の小泉

1942年（昭和17年）1月8日、神奈川県横須賀市に、父小泉純也と母芳江の長男として生まれる。母方の祖父小泉又次郎は第2次若槻内閣で逓信大臣を務め、若いころに全身に入れ墨を彫っていたことから、“いれずみ大臣”“いれずみの又さん”などの異名で知られる大衆政治家だった。
戦後、又次郎と純也は相次いで公職追放にあったため、小泉家の経済状態は決して恵まれていたわけではない。井料克己（父・純也の甥。元・横須賀市議会議長）によれば「日本全体が食べるのに必死だったけど、小泉家もまだ貧しくて夕食の食卓には芋の煮っころがしなんかが並んでいた。僕がたまに川や海に行って魚やうなぎを釣ってくると純一郎たちが喜んでくれた。」という。

### 学生時代
神奈川県立横須賀高等学校卒業後、東京大学入学を目指し2浪。その後、慶應義塾大学経済学部に入学し、同大学を卒業。英国ロンドン大学群ユニヴァーシティ・カレッジ・ロンドン (U.C.L.) に留学の後、1969年（昭和44年）8月に父が急死し帰国。
同年12月、亡父の跡を継ぎ、弔い選挙となった第32回衆議院議員総選挙に神奈川2区から自由民主党公認で立候補し、10万3000票余りを獲得するが、4000票差で落選した。ジャーナリストの池上彰によれば、特定郵便局長からの票がライバル候補に流れたことで落選に至ったという。

### 福田赳夫の秘書として
福田赳夫の秘書を務め、後に総理となる福田から政治家としての薫陶を受けた。社会人生活の第一歩を浪人でスタートした小泉は、毎朝4時に起床した。横須賀駅5時半発の電車に乗って、2時間かけて世田谷区にある福田赳夫邸へと通った。福田のもとには初当選したばかりの塩川正十郎がいた。当時のことを塩川正十郎は『週刊文春』の阿川佐和子との対談でこう語っている「そうそう。彼は早起きで、福田さんの家の玄関で靴揃えておったね。下足番だったの」「で代議士が帰るときモータープールで“何々先生お帰り〜お車ぁ〜”て運転手を呼んでたの（笑）。だから、僕は彼のホームページに“まさか総理大臣になるとは思わなかった”って書いたんです。大変な苦労をしてますよ。」「そのとき、福田さんが“こいつは意地の強いやっちゃ。なかなかしっかりしとる。だから、大物になったら、とんでもない大物になるけど、はぐれたら処置ない奴ぜぇ”と言うたことがあるの」。福田邸で秘書の仕事は午前中で終わり、午後からは地元横須賀で自身の政治活動を行っていた。

### 初当選
1972年（昭和47年）12月、第33回衆議院議員総選挙で自民党公認として立候補し、12万2000票余りを獲得し初当選。清和会（福田派）に属し、後に首相秘書官となる飯島勲が秘書となった。また、同期の山崎拓、加藤紘一と懇意になり、YKKと呼ばれることとなる。

### 結婚と離婚
1978年（昭和53年）にエスエス製薬の元会長泰道照山の孫・宮本佳代子と結婚。この結婚に父親的な存在だった泰道照山は反対だったという。泰道照山の血縁者は「結局、泰道家とは絶縁寸前までいった。“出て行くならその身体一つでいけ”という具合。それでも小泉さんから“何の心配もいらない。僕たちの結婚には関係ない。白紙のままで来てほしい。”と言われ、その言葉を信じて嫁に行った」と述べている。
3人の子供をもうけたが、1982年に離婚。離婚時に妻は三男を懐妊中であった。関係者の話によれば、「小泉の面倒は姉で秘書をしている信子がみており、系図をみてもわかるように周囲は姉弟の身内で固めている。離婚の理由は本人がおかしくなり、よほど結婚にはこりたようだ」という。

### 衆議院議員
1979年（昭和54年）、第2次大平内閣で大蔵政務次官に就任。
ポストに執着せずもっぱら政策の習熟に徹していたが、子分を作らない一匹狼的な行動をとり、言いたいことを直言し、与野党政治家の既得権益を害する郵政民営化論を主張することもあって永田町では「変人」と評されるようになる。
1988年（昭和63年）、竹下改造内閣で厚生大臣として初入閣。
1989年（平成元年）にリクルート事件で竹下政権が倒れ、続く宇野政権も参院選で惨敗し、わずか2か月で退陣した。政治不信が高まり、政治改革の柱として「小選挙区制の導入」が叫ばれた際、小泉はこれに強く反対し、推進派の羽田孜と対立した。
1991年（平成3年）、自民党総裁選で再選を目指し、最大派閥の経世会（竹下派）の支持を受けた海部俊樹（首相）に対抗し、盟友の山崎拓（渡辺派）、加藤紘一（宮澤派）と組んで、「海部続投阻止」「経世会支配打倒」を打ち上げた。所属する三塚派のほか、渡辺派、宮沢派の反主流派が結束したため、海部内閣は機能不全に陥り、海部は総裁選不出馬に追い込まれた。
後任の総理総裁に宮澤喜一が就任すると、小泉は1992年（平成4年）の宮澤改造内閣で郵政大臣に就任する。就任会見で、かねてからの持論の郵政民営化論に基づき、国は民間では採算の採れないことだけをすべきとして、老人マル優限度額引き上げなど従来の郵貯事業拡張政策の見直しを唱えたが、この老人マル優限度額引き上げ見直しは反対派議員（郵政族）などの反発で失敗に終わった。
1993年（平成5年）5月4日に国連カンボジア暫定機構に派遣されていた日本の文民警察官が武装グループに襲撃され、高田晴行警部補が死亡、4人が重軽傷を負う事件が起こった際には、5月7日の閣議の席上で「カンボジアは実質内戦に近い状態にあり、事実上危険な状態であれば、PKOの引き揚げも今後の選択肢に入れるべきだ」などと語り、自衛隊カンボジア派遣に異議を唱えた。また、この死傷事件をきっかけにタケオ州に駐在する自衛隊施設大隊が選挙監視要員を支援することにした政府決定についても異議を唱えている。さらに、5月18日の閣議でも「日本独自の判断で文民警察官をより安全な場所に移動させよ」「政府は国会で言ってきたこと、国民に約束したことを尊重すべきだ」とした。
1993年（平成5年）、羽田孜、小沢一郎ら羽田派（改革フォーラム21）らの賛成もあって、宮澤内閣への不信任決議が可決され、第40回衆議院議員総選挙で自民党は過半数を割った。小泉は、宮澤の責任や退陣を閣僚懇談会でも要求し、郵政大臣を辞職した。なお、総選挙後に日本新党の細川護熙を首班とする連立政権が成立、自民党は野党に転落した。宮澤の後任の自民党総裁には河野洋平が就任した。

### 総裁選への挑戦
下野の直後から自民党内では社会党との連立による政権復帰が模索され、小泉は福田赳夫の配下で社会党との連絡役を担っていた。
1994年（平成6年）、自民党は日本社会党委員長の村山富市を内閣総理大臣指名選挙で支持して自社さ連立政権を成立させ政権に復帰、野中広務らの平成研究会（旧竹下派）が主導的な力を持つようになった。
1995年（平成7年）の参議院議員選挙で自民党は新進党に敗北。河野は続投を望んだが、平成研究会は政策通で人気のある橋本龍太郎を擁立した。小泉らの清和会は河野を支持したが、情勢不利を悟った河野が出馬断念を表明したことで、橋本の総裁就任は確実になった。無投票で総裁が決まることを阻止したい小泉らは森喜朗（清和会）擁立を図るが森が辞退したため、小泉が自ら出馬することを決めた。
既に大勢が決していた上に、郵政民営化を主張する小泉は党内で反発を買っており、出馬に必要な推薦人30人を集めることができたことがニュースになる有り様だったが、それでも若手議員のグループが小泉を推した（中川秀直や山本一太、当選1回の安倍晋三もいた）。結果は橋本の圧勝に終わったが、総裁選出馬により郵政民営化論を世間にアピールして存在感を示すことはできた。
1996年（平成8年）に村山が首相を辞任し、橋本内閣が成立すると、小泉は第2次橋本内閣で再び厚生大臣に就任する。小泉は相変わらず自説を曲げず「郵政民営化できなければ大臣を辞める」と発言、国会答弁で「新進党が郵政三事業民営化法案を出したら賛成する」と郵政民営化を主張したときは、与党から野次を受け、逆に野党から拍手を受けることもあった。同年、在職25年を迎えたが永年在職表彰を辞退した。
1997年（平成9年）、厚生大臣時代に厚生省幹部と参議院厚生委員会理事と食事を取っていたが、村上正邦自由民主党参議院幹事長が円滑な参議院審議を求める参議院理事のスケジュール管理の立場から、村上への事前通告がなく参議院理事を動かしたことで参議院スケジュール管理に支障を来たしたことを理由に反発した。村上が参議院厚生委員長に対して議事権発動を促し、厚生省幹部の出席差し止めという形で小泉厚相に反発。YKKの盟友だった加藤紘一幹事長を中心とする党執行部は異常事態を打開するために村上を参議院幹事長から更迭しようとするが、村上は参議院の独自性を盾に抵抗。村上更迭という強行案には、党内連立反対派（保保連合派）らの反発を党執行部が恐れたため、小泉厚相に対して村上参院幹事長に全面謝罪させることを提案、小泉が村上に謝罪したことで収束した（この事件が小泉にとって、参議院の影響力の大きさを実感する出来事であった。2001年に首相になった時、トップダウン方針と言われながらも、参議院の実力者であった青木幹雄に参議院枠を初めとする一定の配慮を示す原因になったと言われている）。
1998年（平成10年）の参議院議員選挙、自民党は大敗を喫し、橋本は総理大臣を辞任した。後継として、小渕恵三、梶山静六と共に小泉も立候補したが、盟友の山崎・加藤の支持を得られず、仲間の裏切りにもあい、所属派閥の清和会すらも固めることもできず最下位に終わった（総裁には小渕が選出）。前回総裁選とは異なり政治的には少なからずダメージを負ったとされ、本人は「失敗した。ピエロになってしまった」と嘆いたという。以後しばらくは表立った役職に就かず、派閥に戻り雌伏の時を過ごすことになる。YKKとして小渕の政権運営に批判的な立場を取る一方、派閥会長の森が幹事長として政権を支えており派としては主流派に位置していたため、小泉の立場は矛盾を孕んだものになっていた。この矛盾は森政権となっても続くが、以下の「加藤の乱」で立場を鮮明にすることを迫られることになる。

### 加藤の乱
2000年（平成12年）、小渕が急死し、党内実力者の青木幹雄、野中広務らの支持により幹事長だった森喜朗が総理・総裁に就任。小泉は清和政策研究会（森派）の会長に就任した。第2次森内閣組閣では安倍晋三が内閣官房副長官に、中川秀直官房長官のスキャンダル辞任後の後任に福田康夫が、それぞれ小泉の推薦を受けて就任した。
この総理就任の経緯は密室談合と非難され、森内閣は森の旧来政治家的なイメージも相まって人気がなく、森の失言が次々とマスコミに大きく取り上げられ、支持率は急落した。このころの小泉は公明党との協力に批判的で、2000年6月の衆院選で公明党候補が多く落選したことについて野中幹事長が「大変なご迷惑をかけた。万死に値する」とコメントしたことを、猛然と批判している。森内閣の支持率は2000年11月には18.4パーセントを記録し、これに危機感を抱いた反主流派の加藤紘一・山崎拓が公然と森退陣を要求し始めた。加藤と山崎は、自派を率いて、野党の提出する内閣不信任案に同調する動きを見せ、特に加藤は小泉の同調を期待したとされる。しかし森派の会長だった小泉は森支持の立場を明確にし、党の内外に加藤・山崎の造反を真っ先に触れ回った。
加藤はマスコミに積極的に登場して自説を主張し、普及し始めたインターネットを通じて世論の支持を受けたが、小泉ら主流派は猛烈な切り崩し工作を行い、加藤派（宏池会）が分裂して可決の見通しは全くなくなり、加藤・山崎は内閣不信任案への賛成を断念した。これにより、総理候補と目された加藤は、大きな打撃を受け小派閥に転落、一方、森派の顔として活躍した小泉は党内での評価を上げた。

### 小泉旋風
森の退陣を受けた2001年4月の自民党総裁選に、橋本龍太郎、麻生太郎、亀井静香と共に出馬。敗れれば政治生命にも関わると言われたが、清新なイメージで人気があった小泉への待望論もあり、今回は森派・加藤派・山崎派の支持を固めて出馬した。小泉は主婦層を中心に大衆に人気のあった田中眞紀子（田中角栄の長女）の協力を受けた。
最大派閥の橋本の勝利が有力視されたが、小泉が一般の党員・党友組織自由国民会議会員・政治資金団体国民政治協会会員を対象とした予備選で眞紀子とともに派手な選挙戦を展開した。小泉は「自民党をぶっ壊す!」「私の政策を批判する者はすべて抵抗勢力」と熱弁を振るい、街頭演説では数万の観衆が押し寄せ、閉塞した状況に変化を渇望していた大衆の圧倒的な支持を得て、小泉旋風と呼ばれる現象を引き起こす。こうした中で、次第に2001年7月に行われる参院選の「選挙の顔」としての期待が高まる。そして小泉は予備選で地滑り的大勝をし、途中で、立候補していた亀井静香元建設相と政策協定を結び、亀井が本選を辞退、小泉の支援に回り（選挙後、政策協定は全て小泉が一方的に反故にした）、中曽根康弘元首相からも支援を得た。結果として、4月24日の議員による本選挙でも圧勝して、自民党総裁に選出された。
4月26日の内閣総理大臣指名選挙で公明党、保守新党の前身保守党、「無所属の会」所属の中田宏、土屋品子、三村申吾の支持を受け内閣総理大臣に指名され、皇居での親任式にて天皇明仁より第87代内閣総理大臣に任命される。
独身の総理大臣誕生は平沼騏一郎以来62年ぶりで史上5人目。戦後では初であり、現在まで他に例はない。

### 内閣総理大臣
小泉は組閣にあたり従来の派閥順送り型の人事を排し、慣例となっていた派閥の推薦を一切受け付けず、閣僚・党人事を全て自分で決め、「官邸主導」と呼ばれる流れを作った。少数派閥の領袖である山崎拓を幹事長に起用する一方で、最大派閥の平成研究会（橋本派）からは党三役に起用しなかった。人気のある石原伸晃を行政改革担当大臣に、民間から経済学者の竹中平蔵を経済財政政策担当大臣に起用した。また、総裁選の功労者の田中眞紀子は外務大臣に任命された。5人の女性が閣僚に任命された（第1次小泉内閣）。
「構造改革なくして景気回復なし」をスローガンに、道路関係四公団・石油公団・住宅金融公庫・交通営団など特殊法人の民営化など小さな政府を目指す改革（「官から民へ」）と、国と地方の三位一体の改革（「中央から地方へ」）を含む「聖域なき構造改革」を打ち出し、とりわけ持論である郵政三事業の民営化を「改革の本丸」に位置付けた。特殊法人の民営化には族議員を中心とした反発を受けた。
発足時（2001年4月）の小泉内閣の内閣支持率は、戦後の内閣として歴代1位の数字となり、最も高かった読売新聞社調べで87.1パーセント、最も低かった朝日新聞社調べで78パーセントを記録した。「小泉内閣メールマガジン」を発行し、登録者が200万人に及んだことも話題となった。こうした小泉人気に乗るかたちで同年7月の参議院議員選挙で自民党は大勝した。
終戦の日の8月15日に靖国神社参拝をすることを、小泉は総裁選時に公約としていた。総理の靖国神社参拝は中国・韓国の反発に配慮して長年行われていなかった。小泉は、批判に一定の配慮を示し、公約の8月15日ではなく13日に靖国神社参拝を行った。翌年以降も、毎年靖国参拝を行った。2006年には公約であった終戦の日における参拝を実現した。
9月11日、米同時多発テロの発生を受けて、ブッシュ大統領の「テロとの戦い」を支持した。米軍らのアフガニスタン侵攻を支援するテロ対策特別措置法を成立させ、海上自衛隊を米軍らの後方支援に出動させた。
翌年の通常国会が始まると、国際情勢が緊迫する中、外務省は、田中外相が外務官僚や元外務政務次官の鈴木宗男議員と衝突し、機能不全に陥っていた。小泉は2002年2月に田中外相を更迭した。人気の高い田中の更迭により、80パーセントを超える異例の高支持率であった小泉内閣の支持率は40～50パーセント台にまで急落した（読売新聞では支持率48.9％、下げ幅30.7ポイントという急落ぶりだった）。田中は大臣更迭後の同年8月に秘書給与流用疑惑が浮上し議員辞職した。同年の通常国会では鈴木宗男、加藤紘一、井上裕などの有力議員のスキャンダルが相次いで問題視され、内閣支持率は続落、NHKでは年初に79%だった支持率（不支持率は11%）が国会末期の6月には39%（不支持率52%）となっていた。
小泉は、2002年（平成14年）8月30日に電撃的に朝鮮民主主義人民共和国（北朝鮮）訪問を発表し、9月17日に金正日国防委員長と初の日朝首脳会談を実現、日朝平壌宣言に調印した。この訪問で金正日は北朝鮮による日本人拉致を公式に認め、拉致被害者のうち5名を日本に帰国させることを承認した。しかし、残りの拉致被害者のうち8名が死亡・1名が行方不明とする北朝鮮の回答に対し、拉致被害者家族は怒りを隠さず、交渉を終え帰国した小泉を批判する場面もあったが、世論は成果を比較的高く評価した。
2002年9月30日、小泉改造内閣が発足。柳澤伯夫を金融担当大臣から更迭して、竹中平蔵に兼務させた。これにより、以後は不良債権処理の強硬策を主張する竹中が小泉政権の経済政策を主導した。こうした内政・外交の実績から、秋には内閣支持率は回復傾向となった（NHKの11月調査で68%）
2003年（平成15年）3月、アメリカはイラクへ侵攻してフセイン政権を打倒した。小泉は開戦の数日前にアメリカ支持を表明し、野党やマスコミの一部から批判を受けた。日米同盟こそが外交の基軸とのスタンスを崩さず、ブッシュ大統領との蜜月関係を維持した。イラク戦後復興支援のための陸上自衛隊派遣が喫緊の課題となり、7月にイラク特措法を成立させた。これに先立つ6月には、長年の安全保障上の懸案だった有事関連三法案（有事法制）を成立させている。ここで、小泉がイラク戦争を公式に支持する際、数日前の2003年3月2日に起きたアメリカ軍電子偵察機に対する北朝鮮戦闘機のスクランブル発進を引き合いにして朝鮮有事における日米同盟の重要性を強調している。
9月に行われた自民党総裁選で平成研究会は藤井孝男元運輸大臣を擁立して小泉おろしを図ったが、参院自民党幹事長であった青木幹雄がこれに与せず派閥分裂選挙となり、藤井は大敗。藤井擁立の中心となった野中広務は10月に政界を引退した。平成研究会（旧経世会）の凋落を示す事件で、清和政策研究会（森派）が党の主導権を掌握することになる。
2003年9月、自民党総裁選で再選された小泉は小泉再改造内閣を発足させ、党人事では当選わずか3回の安倍晋三を幹事長に起用する異例の人事を行い、11月の総選挙では与党で絶対安定多数の勝利を得たものの、自民党としては単独過半数を割り込んだ（後に保守新党を吸収して過半数を確保した）。閣僚を留任させた第2次小泉内閣が発足した。同総選挙に際しては、中曽根康弘元首相、宮澤喜一元首相に引退を勧告した。
2004年（平成16年）1月、陸上自衛隊をイラク南部のサマーワへ派遣したが、4月に武装集団がイラクにいた日本人を拉致して「イラクからの自衛隊の撤退」を要求する事件が起きた（イラク日本人人質事件）。小泉は「テロには屈しない」とこれを明確に拒否。人質3人は後に解放された（地元部族長の仲介によるものとされる）。また、この際には「自己責任論」を主張し、解放された人質らに対して外交経費を請求した。
2004年5月、小泉は再び北朝鮮を訪問、同国首都の平壌市で金正日総書記と2回目の日朝首脳会談をした。北朝鮮に対する25万トンのミニマム・アクセス米や1000万ドル相当の医療品の支援を表明し、日朝国交正常化を前進させると発表した。この会談で新たに5名の拉致被害者が日本に帰国した。小泉はアメリカとの連係を強化して「対話と圧力」の姿勢を維持した。
2004年6月、2003年6月に制定された有事関連三法に基づいて、「米軍と自衛隊の行動を円滑かつ効果的にする法制」、「国際人道法の実施に関する法制」、武力攻撃事態等における国民の保護のための措置に関する法律（国民保護法）などの有事関連七法（有事法制）を成立させた。
2004年7月の第20回参議院議員通常選挙を控え、年金制度改革が争点となった。小泉内閣は参院選直前の6月に年金改革法を成立させたが、選挙では自民党が改選50議席を1議席下回り、民主党に勝利を許した。この責任をとって安倍幹事長が辞任し、武部勤が後任となったが、この人事は誰も予想しておらず、「サプライズ人事」と呼ばれた。この年には一連の小泉の政治手法を指す「サプライズ」が新語・流行語大賞に選ばれ、武部が授賞式に登壇した。
小泉の最大の関心は、持論の郵政民営化にあった。参院選を乗り切ったことで小泉は郵政民営化に本格的に乗り出し、2004年9月に第2次小泉改造内閣を発足させ、竹中を郵政民営化担当大臣に任命した。「基本方針」を策定して、4月に開設した郵政民営化準備室を本格的に始動した。

### 小泉劇場
2005年（平成17年）、小泉が「改革の本丸」に位置付ける郵政民営化関連法案は、党内から反対が続出して紛糾した。小泉は一歩も引かぬ姿勢を示し、党内調整は難航する。反対派は亀井静香、平沼赳夫が中心となり長老の綿貫民輔を旗頭に100人近い議員を集めた。法案を審理する党総務会は亀井ら反対派の反発で紛糾し、遂に小泉支持派は総務会での全会一致の慣例を破って多数決で強行突破した。反対派はこれに激しく反発し、事態は郵政民営化関連法案を巡る小泉と亀井、平沼ら反対派との政争と化した。
衆議院本会議における採決で、反対派は反対票を投じる構えを見せ、両派による猛烈な切り崩し合戦が行われた。7月5日の採決では賛成233票、反対228票で辛うじて可決されたが、亀井、平沼をはじめ37人が反対票を投じた。参議院では与野党の議席差が少なく、亀井は否決への自信を示した。小泉は法案が参議院で否決されれば直ちに衆議院を解散すると表明するが、亀井ら民営化反対派は、衆院解散発言は単なる牽制であり、そのような無茶はできないだろうと予測していた。

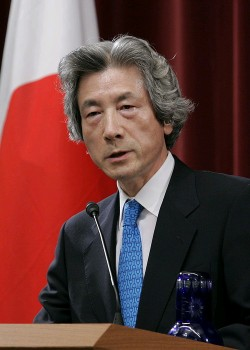
衆議院解散後の会見（2005年8月8日）

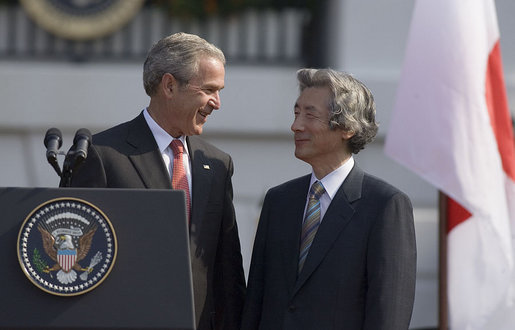
ホワイトハウスでの到着式典（2006年6月29日）

2005年8月8日、参議院本会議の採決で自民党議員22人が反対票を投じ、賛成108票、反対125票で郵政民営化関連法案は否決された。小泉は即座に衆議院解散に踏み切り、署名を最後まで拒否した島村宜伸農林水産大臣を罷免、自ら兼務して解散を閣議決定し、同日小泉は、憲法第7条に基づき衆議院解散を強行した。
小泉は、法案に反対した議員全員に自民党の公認を与えず、その選挙区には自民党公認の「刺客」候補を落下傘的に送り込む戦術を展開。小泉は自らこの解散を「郵政解散」と命名し、郵政民営化の賛否を問う選挙とすることを明確にし、反対派を「抵抗勢力」とするイメージ戦略に成功。また、マスコミ報道を利用した劇場型政治は、都市部の大衆に受け、政治に関心がない層を投票場へ動員することに成功した。それにより9月11日の投票結果は高い投票率を記録し、自民党だけで296議席、公明党と併せた与党で327議席を獲得した。この選挙はマスコミにより「小泉劇場」と呼ばれた。
2005年9月21日、小泉は圧倒的多数で首班指名を受け、第89代内閣総理大臣に就任する。10月14日の特別国会に再提出された郵政民営化関連法案は、衆参両院の可決を経て成立した。この採決で、かつて反対票を投じた議員の大多数が賛成に回り、小泉の長年の悲願は実現した。
なお、賛成票を投じた永岡洋治議員の自殺のように郵政民営化関連法案の成立には多くの事件が発生していた（葬儀に小泉が出席した後、故人の親族は本法案の賛成を表明）。

### ポスト小泉
2005年10月第3次小泉改造内閣が発足。ポスト小泉と目される麻生太郎が外務大臣に、谷垣禎一が財務大臣に起用された。
この後2005年11月 - 2006年1月にかけて、構造計算書偽造問題、皇位継承問題、ライブドア・ショックと堀江貴文の逮捕、米国産牛肉輸入再開問題など、政権への逆風となる出来事が相次いで発生した。野党は攻勢を強め、9月の退陣へ向けて小泉内閣はレームダックに陥るのではないかとの予測もあった。しかし堀江メール問題で民主党が自壊したため内閣の求心力が衰えることはなく通常国会では「健康保険法等の一部を改正する法律」（後期高齢者医療制度を創設）などの重要法案を成立させている。なお堀江メール問題の後永田寿康議員は自殺している。
2006年（平成18年）8月15日の終戦の日に小泉は最初の総裁選の公約を果たして靖国神社へ参拝した。小泉はこの時のインタビューで自身の参拝理由を明確かつ丹念に提示することに努めている。

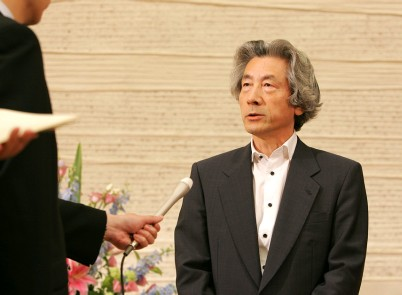
内閣総辞職に際してぶら下がり取材を受ける小泉

2006年9月20日の自民党総裁選では選挙前から確実視された安倍晋三が後継に選ばれる。翌9月21日に小泉の自民党総裁任期は満了し、9月26日に総辞職して内閣総理大臣を退任した（同日、安倍が第90代首相に就任して第1次安倍内閣成立）。任期満了による退任は1987年の中曽根康弘政権以来であり、また、小泉政権は戦後4位であり21世紀最初の長期政権となった。

### 内閣総理大臣退任後
首相退任後は、テレビ出演やインタビューなど、国民の前でほとんど発言していない。マスコミ記者からインタビューを受けても何も言わないで去っていくことが多い。ただし、講演会などをまれに行っており、立ち見が出るほどの反響になる。
小泉には院政の意思はなく、もともと一匹狼であるため子分もおらず、かつて所属していた森派にも戻らなかった。岸信介や田中角栄、中曽根康弘、竹下登など大派閥を擁し退任後も政界に影響力を残した元総理たちのような政治的基盤はない（清和会はもともと森喜朗の派閥で、町村信孝が継承）。
「小泉再登板待望論」も一部で囁かれていたが、小泉は再登板を完全に否定している。2007年9月12日に、安倍晋三が首相辞任を表明した際、ポスト安倍としていわゆる小泉チルドレンたちから小泉に総裁選立候補の強い要請があったが、本人は「100パーセント出馬しない」と出馬の可能性を否定。小泉自身は、「福田さんも小泉政権を支えてくれた人じゃないか」と福田康夫支持を表明したが、これが飯島秘書官に辞任を決意させたとも言われる（飯島は小泉在任中に福田としばしば対立し、2007年の総裁選でも小泉擁立に動いたとされる）。
2006年以降は8月15日（終戦の日）に靖国神社参拝を実施している。また、息子進次郎も父と同様に靖国神社参拝を実施している。
2007年（平成19年）9月、安倍が退陣を発表後、「福田さんも小泉政権を支えてくれた人」と福田康夫支持の意向を示した。また、2008年5月22日には、東京都目黒区（東京5区）にてかつて岐阜1区で造反した野田聖子議員への刺客だった佐藤ゆかりの応援演説を行った。

### 政界引退

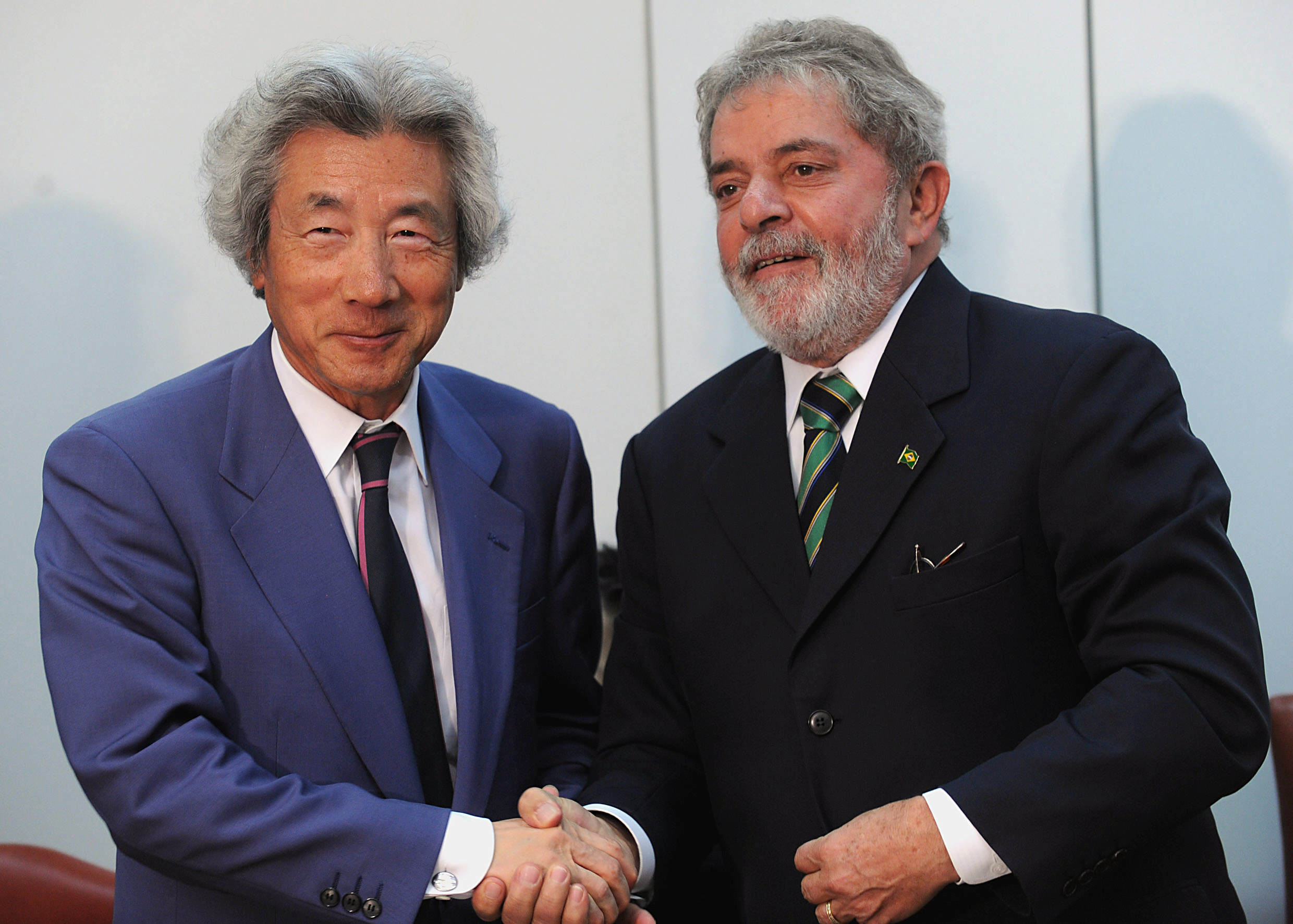
ルイス・イナシオ・ルーラ・ダ・シルヴァブラジル連邦共和国大統領と会談する小泉（2010年）

麻生内閣が成立した翌日の2008年（平成20年）9月25日、地元支持者の会合において、次回の衆議院議員選挙に立候補しない意向を明らかにした。首相経験者が首相退任後の衆院選に立候補せずに政界を引退するのは、池田勇人や小渕恵三の病気退任を除けば、戦後初めてのことである。
ただし、国会の外での政治活動は継続すると表明している。政界引退後の2009年総選挙においては（自民党が大敗し民社国連立政権の鳩山由紀夫内閣へ政権交代が起きたが）、かつての選挙区である神奈川11区から小泉の次男で私設秘書の小泉進次郎が後継（世襲候補）として立候補し、当選した。
2012年夏に消費税増税法案で民主党が分裂するなどした際には、自民党幹部や派閥領袖に対して「野党が解散権を握ってる政局というチャンスは珍しいんだ。ちゃぶ台返しをやれ」と民主党に強硬姿勢で臨むことを支援した。

### 脱原発・その後
総理大臣時代は原発推進の立場だったが、東日本大震災を経た2011年夏ごろまでには「脱原発」を主張するようになっていた。2013年秋ごろからは、講演会などでも盛んに発言するようになり、メディアに頻繁に取り上げられるようになった。この発言を脱原発や反原発を主張するみんなの党代表渡辺喜美や生活の党代表小沢一郎など野党各陣営が歓迎し、10月29日には反原発を掲げる社民党党首吉田忠智と会談まで行った。2014年2月の東京都知事選では、脱原発を争点に立候補した細川護熙を支援したが、細川は落選した。
2018年1月10日には、自らが顧問を務める民間団体「原発ゼロ・自然エネルギー推進連盟」の記者会見で「原発ゼロ・自然エネルギー基本法案」を発表。内容は原発の即時停止を求めるもので、法案への支持を与野党に呼び掛けた。
また、細川護煕、村山富市、鳩山由紀夫、菅直人の元首相4人と一緒に、EUの執行機関・欧州委員会の委員長であるウルズラ・フォン・デア・ライエンに対して、EU内での原発反対を求める書簡を2022年1月27日付で送った。しかし、書簡の中の「福島原発事故の影響で子供たちが甲状腺癌に苦しんでいる。」との記述に関して、「偏見を助長する。」として各方面から批判の声が上がった。山口壮環境相は「（県や国連の専門家による調査で）現時点では放射線の影響とは考えにくいという趣旨の評価がされている。」「いわれのない差別や偏見を助長することが懸念される。」として抗議し、内堀雅雄福島県知事も「福島復興のためには、科学的知見に基づいた情報発信が極めて重要。」「客観的な発信をお願い申し上げます。」として小泉らに慎重な対応を求めたほか、与野党幹部らが小泉らを批判し、とりわけ自民党は小泉らに対する非難決議を取りまとめる構えを見せた。一方、小泉らは市民団体を通じて山口環境相や内堀知事に逆に抗議し、質問書を送った。
2023年10月4日、盟友である山崎拓の仲介により、自民党総裁選や郵政民営化をめぐり、かつて対立関係にあった亀井静香と東京・銀座の日本料理店で3時間ほど会食したと報じられた。小泉は朝日新聞の取材に「（郵政民営化の時には）意見は違ったけど、（今日は）仲良く食事した。昔の話をして、今日は面白かった」と話した。

## 政策

### 政権公約となった政策

#### 郵政民営化
紺谷典子によれば、2004年9月におこなわれた自民党内の与党手続きでは多数決を採らず、怒号の中、「多数と認めます」との宣言だけが行われ、「少数決」だと批判された。以降の手続きは中央省庁改革法33条6項「民営化等の見直しは行わない」を削除修正せず、これに反して行われたという。また、日米構造協議や年次改革要望書に存在によって、この郵政民営化がアメリカ主導の新自由主義によってもたらされたものであるとの見方もある。
2005年に政府が国会に提出した郵政民営化法案が衆議院において可決された後、参議院において否決されたため衆議院を解散した（郵政解散）。この解散は参議院の意義を否定するものとして一部では問題視されたが、解散により実施された衆議院選挙で自民党は、結果的に法案が参議院で否決された場合でも衆議院で再可決することにより成立させられる3分の2超の議席を与党自民党で確保した。選挙後の特別国会において衆参ともに郵政民営化法が可決された。
小泉が郵政民営化にこだわった動機については、特定郵便局長会との個人的な遺恨にあるとの見方もある。

#### 靖国神社への8月15日（終戦の日）参拝
2001年の自民党総裁選で「私が首相になったら毎年8月15日に靖国神社をいかなる批判があろうと必ず参拝します」と公約。しかしながら、2001年から2005年までは国内外からの批判に配慮して8月15日以外の日に参拝していた。自民党総裁の任期が満了する2006年には公約通り8月15日に参拝した。なお首相就任前は厚生大臣在職時の1997年に終戦記念日に参拝している他（私的か公的かについては明言せず）、それ以前も初当選以来ほぼ毎年、終戦記念日を含む年数回の頻度で参拝してきた。退任後は2009年に参拝した。2010年の8月15日は参拝していない。

#### タウンミーティング
タウンミーティングの構想は2001年に行われた小泉純一郎首相の所信表明演説で初めて打ち出され、政権公約となった。タウンミーティングは全国で開かれ、まず特定テーマは設けずに都道府県を一巡し、その後「地域再生」「市町村合併」「教育改革」などをテーマに開かれるようになった。このタウンミーティングでは、謝礼金を使ったやらせ質問の横行、電通社員へ日当10万円の払い、エレベーター係へ一日数万の払い、などといった実態が明るみに出た。コストは平均2000万円、全国一巡したことで20億円弱かかっていた。

#### 国債30兆円枠
小泉内閣は各年度予算編成において国債発行額を30兆円以下に抑制することを公約として掲げた。実際に達成できたのは政権初期の2001年度と政権末期の2006年度予算の2回のみであった。ただし2001年時などでもNTT株の売却収入によって歳出補填がされるなどしたため、実質的な歳出削減は行われなかったことから批判が相次いだ。
国債30兆円枠はシーリングによる財政管理政策であり、その結果として一貫して増加傾向であった一般歳出の増加は抑制されその後微減傾向に転換した。
しかし、当時の政権が推し進めていた緊縮財政の下で、国債発行が抑制されて景気対策が疎かになり、日本のデフレを悪化させる主要因であった。また、この緊縮財政は公共事業による国土強靭化を停滞させ、日本に輸入される原油の大型タンカーが停泊可能な港がないなどの現実的かつ物理的なエネルギー安全保障の悪化、停滞化を招いたという批判もある。

#### ペイオフの解禁
2001年の自民党総裁選で他の総裁候補と同様にペイオフの解禁を公約に掲げた。しかし、不良債権処理が2004年までかかったため2005年4月まで解禁は先送りされた。

#### 一内閣一閣僚
小泉は閣僚の交代に批判的で、「一内閣一閣僚」を標榜していたが、田中眞紀子外相の更迭で原則を破り、2002年9月30日に内閣改造を行い、以後1年間をめどに内閣改造で定期的に閣僚を交代させていった。2001年の小泉内閣誕生から2006年の退任まで、一貫して国務大臣だった竹中平蔵のみが一内閣一閣僚に該当するという意見もある。また、これまでの内閣と異なり、大臣人事においては派閥領袖が推薦した人を任命せず、派閥均衡人事を保ちながら首相の一本釣り人事を行った。

### 政権獲得後に推進した政策

#### バブル後の金融問題の処理と構造改革
小泉内閣は「金融再生プログラム」を推し進め、バブルの遺産と呼ばれていた不良債権を処理し、日本の金融システム正常化を果たした。
特殊法人改革においては「原則として廃止か民営化」を掲げ、郵政民営化・道路公団民営化・政策金融機関再編・独立行政法人の再編・民営化を実現させた。
また、小泉純一郎は「骨太の方針」の中で「貯蓄から投資へ」をスローガンに掲げ、2003年からは、個人投資家を対象に株式と株式投資信託の売却益や配当・分配金に対する税率を20％から10％に引き下げる証券優遇税制を実施した。
その結果、本格的な景気回復については持ち越されることになったものの、日本経済は一旦底打ちし、外需に牽引される形で「失われた10年」と呼ばれた長期停滞を脱出した。

#### 財政再建
小泉内閣は「プライマリーバランスの回復」を目標とした財政計画作成・国債30兆円枠・公共事業の大幅削減・社会保障の抑制などを行い財政再建を推進した。その結果、就任時には一般予算・補正予算合わせて11兆8000億円あった公共事業費は退任時の平成18年には7兆8000億円にまで削減され、その一環として道路公団は民営化された。また社会保障費にはマクロ経済スライドが2005年4月に導入された。
その結果、日本経済の回復（いざなみ景気）による税収増もあり、財政は大幅に改善したものの、公共事業削減に対しては、亀井静香議員などを始めとする、道路族と呼ばれる族議員などが反発した。また社会保障費の年間2,200億円削減は後期高齢者の窓口負担を1割にする事で行われた、これにより社会保障費による財政赤字がわずかだが改善された。

#### 年金改革
年金制度を変革。マクロ経済スライドを導入、また老齢者控除廃止や公的年金など控除の縮小をした。

#### 医療制度改革
30兆円を超える国民医療負担の膨張に歯止めを打つため、小泉は患者・医療機関・保険者の「三方一両損」による改定を指示、医療制度改革関連法案を国会で可決させた。
- 被用者健康保険の医療費自己負担を2割から3割へ引上げた。また高所得の後期高齢者医療制度加入者（夫婦世帯で年収約621万円以上）について医療費の窓口負担が2割から現役世代と同じ3割へ上げた。2008年度からは70 - 74歳で今は1割負担の人も2割負担になる。
- 2006年度の診療報酬改定において、再診料を引き下げ（病院で10円、診療所で20円）、医療費を削減した（本体部分：2002年-1.3%,2004年0%,2006年-1.36%、薬価部分：2002年-1.4%,2004年-1.0%,2006年-1.8%、総額：2002年-2.0%,2004年-1.0%,2006年-3.16%）ほか、病院と診療所で異なっていた初診料の統一、小児・救急医療など医師不足が指摘される分野で重点的に報酬を加算することなどが決まっている（財務省主計局の平成22年調査では勤務医の平均年収は1479万円、開業医の平均年収は2530万円）。
- 政管健保の保険料率を値上げした[33]。

#### ビジット・ジャパン・キャンペーン
2003年1月に「2010年に訪日外国人を1000万人にする」とする趣旨の施政方針演説で観光立国への意欲を見せ、「ビジット・ジャパン・キャンペーン」と呼ばれる訪日促進活動が実施された。リーマン・ショックによる影響などにより、この目標自体は在任中には達成できなかったものの、観光政策は成長戦略の一環として歴代政権に引き継がれた。
日本の査証発給緩和や訪日プロモーションが実を結び、特に2010年代の訪日外国人旅行の伸びは、東日本大震災による落ち込みを経ながらも目覚ましいものとなり、第3次安倍内閣が2016年に打ち出した日本国政府目標では、2030年までに6,000万人を目指すこととされている。

#### 外交
意欲的に首脳外交、多国間外交を推進した。他国への政府開発援助については削減を進めたため、世界への発言力の低下に危機感を持つべきと批判を浴びたが、一方で日本の国柄の在り方を考える機会ともなった。また靖国神社参拝を巡り、中華人民共和国と激しく対立した（詳しくは下記の経緯、エピソードを参照）。東シナ海ガス田問題では、帝国石油に試掘権を与えるなど積極的な関与を行っていたが途中より、担当閣僚である経済産業大臣を、強硬派の中川昭一から親中派の二階俊博に変えてソフト対応路線に転じた。その後民主党政権となったこともあり、結果的に東シナ海ガス田問題は、中国に一方的に押し切られる形となった。

#### 小泉談話
2005年8月15日、戦後60年目の終戦記念日に過去に日本がアジア諸国に対して行った侵略と植民地支配を謝罪する「小泉談話」を閣議決定の上、発表した。談話の内容は10年前の1995年8月15日、戦後50年の終戦記念日に当時の村山富市首相が閣議決定の上、発表した村山談話を踏襲したものであり、村山談話と並ぶ日本政府の歴史認識の公式見解として扱われる。

#### 女系天皇容認
長い間、とりわけ平成の皇室に皇位継承権を有する男子が誕生していなかったことなどから、皇室典範に関する有識者会議を設置して女性天皇のみならず、女系天皇容認に向けた皇室典範改正への動きを積極的に推進した。その後、秋篠宮家における男子継承者誕生（悠仁親王）から改正議論を棚上げしたものの、根本的な問題（継承者不足）が無くなった訳ではないとして「女系の天皇陛下も認めないと、将来については皇位継承というのはね、なかなか難しくなるんじゃないかと思ってます」との見解を述べた。
ただし総理退任後の2016年（平成28年）9月7日には、日本外国特派員協会で会見し、「男の子が生まれているときに、この議論はしない方がいい。男の子として継ぐ方（＝悠仁親王）がおられる限りは、そういう女性の天皇を考える必要はない状況になった」として、「女性天皇や女系天皇に関する議論はすべきではない」と表明した。

## 政権運営
小泉純一郎の政治手法は、テレビやマスコミ報道を利用した「劇場型政治」や「ワンフレーズポリティクス」などとよく評された。小泉純一郎はいつも自分の言葉で語ることを大事にし、1日2回、首相官邸の中で総理大臣が記者団の前に立ち止まって記者団の質問に応じる「ぶら下がり」も小泉政権から始まった。このぶら下がりを利用した小泉純一郎の情報発信は毎回、テレビやニュースで伝えられ、その結果、国・政府と国民・有権者との間の距離が縮まり、自民党支持層をはじめ、都市部の無党派層や政治に関心がない層からも幅広い支持を集めるようになった。
小泉は、自分の掲げる政策に反対する人たちを「抵抗勢力」と呼び、その勢力が自民党内にいたとしても選挙では抵抗勢力とした議員たちの選挙区に「刺客候補」を積極的に立てて対決した。その刺客候補は自身の目指す政策と同じ考えの人が選ばれ、その中で代表的な人物としてライブドア社長の堀江貴文が挙げられる。
このような小泉の政治手法は、国民に政治をわかりやすくする効果をもたらし、選挙の時は、小泉旋風が巻き起こって自民党が勝利した。
この小泉旋風は具体的な政策論議よりも小泉自身のキャラクターや話題性に依存する面が大きく、世論からは、小泉の政治はポピュリズム政治であるとの評価もしばしばなされる。
また、小泉のめざす政府は、「小さな政府」であり、これは清和会出身者に多い政策である。具体的には、個人に対しては相続税の減税（最高税率70%→50%）や社会保障費の削減を、法人に対しては研究開発投資減税や公共事業費の削減を求めている。
ただ、この時代は住専問題や防衛庁疑惑を追及していた民主党石井紘基衆議院議員が刺殺されるなど、不透明な政府支出や事件も多数起きており、政府への信頼感が低下していた時代でもある。

### 内政
- 竹中平蔵を閣僚に起用し、「官から民へ」という理念に基づく改革の旗振り役を任せた。
- 「金融再生プログラム」を推進し、バブルの遺産と呼ばれていた不良債権を処理し日本の金融システムを正常化した。
- 「金融ビッグバン」を継承して、日本の金融制度を改正した。
- 「貯蓄から投資へ」のスローガンを掲げ、株式売却益などの税率を20％から10％に引き下げる証券優遇税制を実施した。
- 経済財政諮問会議を活用して、従来の党主導の政策決定過程を官邸主導に転換した。予算編成の基本方針（骨太の方針）を策定し、かつて財務省の専権とされた予算編成を政治主導で行った。
- 財政再建のため骨太の方針にもとづき、歳出削減を実行した。歳出削減は道路建設から防衛費、社会保障費にいたるまで広範に及んだ。
- 三位一体の改革として地方交付税を削減した。
- 労働者派遣法を改正し、派遣社員の派遣期間を3年から無制限に延長した。
- 労働基準法の改正で、企業による解雇権濫用を無効とした。
- 生活保護費や児童扶養手当を削減した。
- 介護保険では特別養護老人ホームなど施設入所者の居住費、食費を保険から外した。
- 「健康保険法等の一部を改正する法律」（2006年6月21日公布）を与党多数で採決し、後期高齢者医療制度を導入した。
- 国民負担率の維持を試みたが、日本医師会の反対により医療費の伸び率管理を断念した。
- 財政再建のため、診療報酬の引き下げ（2002年に1.3%、2006年に1.36%）、サラリーマン本人の窓口負担の増加（2割→3割）、保険料の引き上げ（月収をベースとした算定→年収をベースとした「総報酬制」）の三方一両損を行った。
- 2006年には谷垣禎一財務相、中川昭一農水相の反対を押し切って、6.5兆円の不良債権（2007年3月期）を抱える政策金融機関の統合民営化（株式会社日本政策金融公庫）を推し進めた。
- 特別会計合理化法案（仮称）を閣議決定し、特別会計透明化の方向性をつけた。
- 日本道路公団総裁の藤井治芳を更迭した。
- 道路関係四公団の民営化法案を成立させた。
- 産業再生機構法を成立させ、事業再生を支援する体制を整備した。これにより、ダイエー、りそなホールディングスへの出資金を回収しつつ、事業再生に成功した。
- 最低資本金制度の特例措置（後に会社法の制定）により1円から会社を立ち上げることを可能にした。
- 有事関連法案を成立させた。
- パソコンなどの製造業者にリサイクルを義務付ける資源有効利用促進法を成立させた。
- 構造改革特区により規制緩和を促進した。
- 特殊法人（住宅金融公庫など）を独立行政法人化した。
- 国家戦略本部を設置した。
- らい予防法違憲国家賠償訴訟において、熊本地方裁判所での国敗訴の判決を受け入れ、日本政府の責任を認め、福岡高等裁判所への控訴を断念し、総理大臣談話を発表してらい予防法を謝罪、元ハンセン病患者、遺族側と和解した。
- 建築確認、検査の厳格化、建築士への罰則強化、住宅売主への瑕疵担保責任の履行などを行った。
- 郵政民営化などにおいて米国からの要望をまとめた「年次改革要望書」の内容を実行に移しただけという批判があるが、郵政民営化については1970年代から主張していた。
- 発明や著作物などの創作活動を奨励するため、知的財産戦略本部を立ち上げ、知的財産権の紛争処理を迅速に行うため、知的財産高等裁判所を設置した。

### 外交

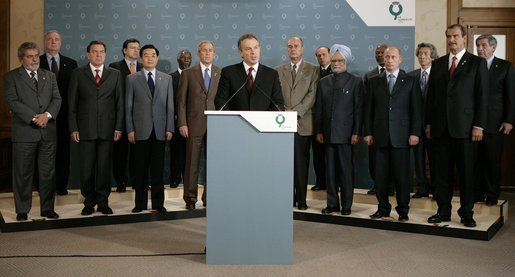
2005年パースシャーサミットに日本国首相として参加(後部列右から2番目の人物)

- 従来の事務協議の積み重ねの延長である外交から、首相が自らの意見を積極的に主張し首脳間の信頼関係の下で国家間の合意を取り付ける首脳外交に転換した。
- 小泉外交は出身派閥である清和政策研究会の伝統的な親米路線に則っている。また、小泉首相自身がアジアやアフリカなどの国々にも積極的に訪問し、サミットをはじめ、ASEAN、APEC、ASEM、日・EU定期協議、アジア・アフリカ首脳会議などの多国間協議へも25回参加した。
- 在任中合計51回、実数では49ヶ国延べ数81ヶ国を訪問した。また訪問先の決定も外務省を始め、関係省庁が作ったシナリオに従うのではなく、官邸が積極的に関与した。さらに多数の電話での首脳会談も行い積極的な官邸外交、首脳外交を展開した。
- 2006年7月3日にドミニカ共和国のレオネル・フェルナンデス大統領と会談。その後、ドミニカ移民訴訟において政治判断により控訴をせず、謝罪や1人当り最高額を200万円とする補償金の支払いを行った。
- モンゴルのエンフバヤル大統領と2006年8月に会談。その後、モンゴルに対して多額のODAを行い、モンゴルは2008年の非常任理事国ポストを日本に譲っている。
- 外務省機密費流用事件などで問題となっていた外務省に対し、事務次官経験者である斎藤邦彦JICA総裁、林貞行駐英大使、柳井俊二駐米大使、川島裕外務省事務次官の4人および飯村豊官房長の更迭を行った（2001/8/2）。
- 国別では、米国8回、韓国7回、ロシア4回、インドネシア4回、中国3回、タイ、マレーシア、ベトナムにそれぞれ2回訪問した。またブルネイ、シンガポール、フィリピン、ラオス、カンボジア、モンゴルなどのアジアの国々や今まで首相がほとんど訪問していなかったウズベキスタンやカザフスタン、イスラエル、ヨルダン、パレスチナ、サウジアラビア、エジプト、トルコなどの中近東諸国にも訪問している。
- NHKのプロジェクトXで紹介された、イラン・イラク戦争の際邦人を救助したトルコ航空元機長のアリ・オズデミルと2006年1月12日に面会した。
- アジア太平洋経済協力会議首脳会議 (APEC) に5回、東南アジア諸国連合 (ASEAN) +日中韓首脳会議に5回、アジア欧州会議 (ASEM) 首脳会議に3回などのようにアジア地域の中心の多国間協議に総理として積極的に参加していた。
- また、多くの国を訪問し多くの国際会議の常連メンバーであったため、当時のアジア各国首脳、フィリピンのアロヨ大統領や、マレーシアのマハティール首相、シンガポールのゴー・チョク・トン首相などとも非常に親しかった。一方靖国神社参拝により中国首脳との関係は韓国首脳以上に悪く、2002年以降首脳の相互訪問を拒否され、2005年4月から2006年9月の退任まで第三国で中国との首脳会談は行わず、退任後も亀裂化したままである。
- サミットにも6回出席の常連メンバーであり、そのつど各国首脳と多国間・二国間の会談を重ねている。そのため、アメリカのブッシュ大統領だけではなく、フランスのシラク大統領、ドイツのシュレーダー首相、ロシアのプーチン大統領、イギリスのブレア首相とも「率直に話のできる顔見知りの仲」であり、重要な案件でも首脳同士が直接電話で話をして決めることもあった[38]。
- またウズベキスタンやカザフスタンなどに対し、資源の優先的供給を受けるための資源外交・経済外交の展開を始めた。
- 靖国神社参拝により、中国・韓国の態度を硬化させ、在任期間中は首脳会談はもとより、首相特使派遣すらできないほどにまで関係が悪化した。小泉は韓国と中国が日本との首脳会談に応じなかったことを批判し、「いつか後悔することになるだろう」と発言した[39]。中国は小泉政権での日本の常任理事国入りには強固に反対の姿勢を示すようになり、さらにアメリカがイラク戦争を反対したドイツの常任理事国入りに反対したことでG4改革に反対し、日本は常任理事国入りを断念せざるを得なくなった。それにより日本では「国連分担金を削減すべき」という世論が高まった。
- アメリカ同時多発テロ事件後にテロ対策特別措置法を制定し、アメリカのアフガニスタン侵攻では海上自衛隊をインド洋に派遣し、イラク戦争後は米国主導の「イラク復興事業」に支援活動として陸上・航空自衛隊の派遣を決定したが、派遣した国の首脳の中で唯一、現地慰問を行わなかった。
- 戦略的外交諮問機関 対外タスクフォース[40]を設立した。
- 日本に観光客を呼び込むYOKOSO!JAPANキャンペーンを実行した。その一環として、中国人や韓国人、台湾人などの観光客に対するビザ免除などを行った（日本国籍保持者は相互主義により相手国でビザ免除となる）。2003年の時点で524万人であった訪日外国人旅行者数は2007年には834万人となり過去最高を記録した。
- 北朝鮮に訪朝し金正日総書記と正式に会談した。北朝鮮政府は日本人拉致への直接関与を認めた。また、5人が生存して日本へ帰国した（交渉継続中）。

#### 靖国神社参拝をめぐる動き
2001年に就任以来、靖国参拝を堅持する小泉に対して、江沢民国家主席または中国政府はすでに4年間にわたって日中間首脳の相互訪問を拒み続けてきた。最初の参拝の際には終戦の日には行かなかったために結局中国の圧力に屈したと漫画家の小林よしのりは非難している。2001年にAPECのために上海を訪問して、同年に首脳会談で北京を訪問した小泉は抗日戦争記念館に訪問して遺憾の意を表し、そこで献花を行った（日本政府首脳が盧溝橋で献花するのは初）。しかし小泉は靖国参拝を行っても同年10月26日には中国大使館にて「川劇」を参観しており、小泉は「川劇」を絶賛、出演者に敬意を示した。2002年には海南島の「ボアオ・アジア・フォーラム」第1回年次総会に出席し、同年の9月26日には中国の建国53周年と中日国交正常化30周年を祝う大型レセプションを開催したものの、日中国交正常化30年で式典で中国に訪中を拒否されており、2002年以降小泉は中国に訪問していない。
小泉の北朝鮮への電撃訪問の際に江沢民に直接電話をしたが、江沢民はこれを拒否した。胡錦濤が国家主席になっても冷却した関係であり、そんな中、2004年マレーシアで開催された東アジアサミットの際は、共同宣言に署名する際に、自分のペンを使わず、日本との首脳会談を拒んでいた中国の温家宝首相からわざわざペンを借りて署名し、両国の関係改善を示唆するパフォーマンスに各国首脳から拍手が送られた。しかし同年のアジアカップではこれが影響で反日ブーイングが起きた。中国の胡錦涛国家主席との会談が決まらなかった。
2005年に反日デモが起こり、同年秋に小泉が5回目の靖国参拝を果たすと、中国政府はさらに、国際会議を利用して日中首脳会談・外相会談をすべて拒否するという強硬姿勢を示した。小泉は「靖国参拝するから首脳会談に応じないというのは、私はいいとは思っていない」と中国を批判した。第3国での会談も2005年4月のジャカルタで胡錦濤国家主席と実施したのが最後となっている。また2005年に呉儀副総理との会談も急遽キャンセルとなった。中国人タレントのaminは「愛・地球博」ファイナルテーマソングを小泉の前でも歌っていたものの、同年10月の「日中友好歌謡祭」の招待を小泉は取り消された。同年の11月中旬釜山でのAPEC首脳会議、12月中旬マレーシアでの東アジアサミットでも首脳会談は行われなかった。APECの閉幕後、イギリスのメディアの記者は、靖国神社の博物館では、アジアでの戦争は日本の防衛のためだったとか、南京大虐殺はなかったなどと主張しているが、これを支持しているかと質問した。小泉は「その見解は支持していない」と明言、「多くの戦没者に哀悼の誠を捧げるために参拝している。そして戦争の反省を踏まえ2度と戦争をしてはいけないということから参拝している」と述べ、参拝は戦争を正当化するものではないとの立場を示した。唐家璇は「日中関係の改善は小泉首相に期待しない」と述べ、安倍晋三官房長官は同発言について「指導者としては不適切な発言」と抗議した。
2006年には、閣僚や自民党首脳が中国を訪問しても事態は好転せず、日中関係は最悪の関係にあった。後の首相となる安倍と麻生は小泉同様に中国を批判し、ロバート・ゼーリックは安倍・麻生との会談では「アメリカは日中関係を良くするために何かする必要があれば喜んでしたい」と仲介役を申し出た。しかし小泉は退任直前までに靖国参拝の姿勢を貫き、終戦記念日に念願の参拝を行った。
退任後も亀裂化しており、人民日報は訪中を決断した安倍を「智者」と持ち上げて絶賛する一方、靖国神社参拝問題などで日中関係を悪化させた小泉を「自己陶酔する独裁者」と非難した。東京・八王子市で演壇に立った小泉は「多くの戦没者の方々に敬意と哀悼の誠をささげるために私は靖国神社に参拝してきた。もし多くの国民が私の靖国参拝を批判するならば、そのような国民の総理大臣になっていたいと思わない。中国政府は将来『なんと大人げない恥ずかしいことをしたのか』と後悔する時がくる」と発言。中国の唐家璇国務委員が来日して友好ムードを盛り上げている最中に靖国参拝を理由に首脳会談を拒み続けた中国への怨嗟であり、親中路線にひた走る福田康夫への警鐘とも受け取れた。胡錦濤が来日を歓迎する朝食会・夕食会に小泉が参加せず、2008年に開催された北京オリンピックの開会式に歴代首相の福田康夫・森喜朗・安倍晋三や東京都知事の石原慎太郎を招待したのに対し、小泉は招待されなかった。
2010年12月の講演会で開かれた国際安全保障学会年次大会で、小泉は日中関係については「日中関係は大事だ。私は日中友好論者だ。経済を考えれば、これから日中関係は極めて重要だ。だが、一国の関係は経済だけではない。日本の平和と独立を守るためにアメリカに代わる国はない。」と述べ、日中首脳会談については「胡錦涛国家主席との会談が決まらなかった。外務省の担当者が「中国が『来年靖国神社を参拝しなければ会談する』と言っている」と言う。「じゃあ、小泉は来年、必ず靖国神社に参拝すると言ってます。会談をしたくなかったら、しなくて結構です」と。すると中国は「会談前と会談後に『靖国神社参拝する』と言わなければ会談する」という。だから私は記者に聞かれて「適切に判断する」と言った。中国は拒否しないでokしてきた。私の方がびっくりした。本当に首脳会談をしないと言ってきたのは、2005年に首相退任を明言してからだ。」と述べた。
韓国の場合、金大中は対日穏健派であったために難無く日韓ワールドカップに出席しており、反日的な盧武鉉になると当初は良好であったが、後に小泉が国際連合安全保障理事会常任理事国入りを目指すと盧武鉉が反日路線に切り替え、靖国神社参拝を理由に2005年には日韓シャトル外交の中止を迫られ、他に竹島問題で反日感情が高まり、同年の6月には子供達が描いた反日ポスターが地下鉄駅に展示させられた際に「小泉首相を犬や猿に模して中傷する絵」があった。さらに大邱日報によると、8月18日に親日派財産を取り戻すための汎政府機構である「親日反民族行為者財産調査委員会」が本格発足し、支持率回復もあって盧武鉉は同年の12月に親日反民族行為者財産の国家帰属に関する特別法を制定した。しかし盧武鉉の死後、小泉は駐日韓国大使館1階に設けられた盧武鉉前大統領の焼香所を訪れ献花した。
靖国神社参拝に反発する中国・韓国との関係は悪化。反日感情が強い韓国と中国、反日感情が比較的穏やかな香港で起きた反日デモで自身の肖像が燃やされる事も度々あった。一方、台湾の歴代総統の李登輝、陳水扁からは支持を得ており、陳水扁は台湾新幹線開業式に招待をしたものの、台湾では外省人が多い国民党からは批判があり、退任後小泉は歴代首相と違い台湾の要人との会談や個人での台湾訪問を行っていない。

#### 対外関係・外国からの評価

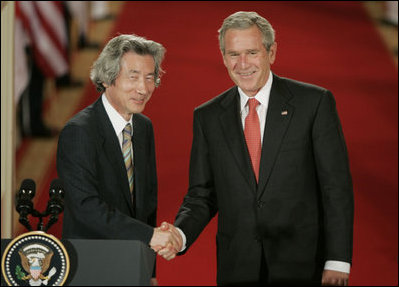
記者会見で盟友ブッシュ大統領と握手する小泉首相（2006年6月29日、ホワイトハウス）

- アメリカのブッシュ大統領とは仲の良さをアピールし、日本の首相としては初めてエアフォースワンに搭乗しキャンプ・デービッドの別荘に招かれた。2003年にはブッシュ夫妻が所有するテキサス州のクロフォード農場にも招かれた[44][45]。
- 北朝鮮に対しては「対話と圧力」を掲げて、硬軟取り合わせた対応を行った。2006年のミサイル発射問題では関係国中最も強硬な国連外交を展開した。
- 2002年のカナナスキスサミットの際、2003年のエビアン・サミットの日程とロシアのサンクトペテルブルク建都300周年記念行事の日程が重なっていたため、各国首脳がその記念行事に参加できないという悩みをプーチン大統領が抱えていると知った小泉総理は、サミットの日程を2日ずらすことを進言し、シラク大統領も了解したことから、各国首脳はサンクトペテルブルクを訪問した後にエビアンに行くという日程になった。このことに対してプーチン大統領は「感謝に堪えない。公表できないがシベリアに金正日がくるので協力できることはないか」ということとなり、その後プーチン大統領は金正日に小泉のメッセージを伝えることを約束した。その後もプーチン大統領との友好関係は続き、2003年にロシアを訪問した際には晩餐会終了後に、プーチン大統領のクレムリンの個人住居に招かれ、通訳を交えただけの2人きりで約1時間半にわたって懇談した（なおロシアでは大統領が非公式に外国の首脳と懇談するのは異例のことである）。小泉は政界引退後も露日経済協議会理事長の職にあり、また北方領土問題解決に強い関心を持っているといわれる[46]。
- 2002年のカナナスキスサミット終了後、ドイツのシュレーダー首相が政府専用機のスケジュールの調整ができずに日韓ワールドカップの決勝戦(ドイツ対ブラジル)を見に行けないと悩んでいることを知り「だったら日本の政府専用機に乗っていったらいいじゃないか」という話になった。そしてシュレーダー首相は日本の政府専用機に乗り日本に向かいワールドカップ最終戦を観戦した。その際機内では首脳会談が持たれ、懇談の際にはサッカー談義にも花が咲いた。外国首脳が日本の政府専用機に搭乗したことはこれが初めてのことである[46]。
- 2002年のサミットにおいて、カナダの日刊紙『グローブ・アンド・メール』の「サミットのベストドレッサー」に選ばれた[46]。
- 2002年のサミットにおいて、シラク大統領が各国の首相の前で、日本のお辞儀は相手によって頭の下げ方が変わると主張した際、小泉首相は「君にはこうしなくちゃいけないだろうな」と言いブッシュ大統領の前で土下座をした。（共同通信配信2007/10/17）
- 2002年の国連総会において、演説終了後、演台裏手のロビーで小泉総理に挨拶を求める各国代表の列において国連職員が「こんなに長い列ができるのは珍しい」というほどの長蛇の列ができた[46]。
- 2003年の国連総会においては、演説終了後300人近くの各国代表者などが演台の後ろのロビーに並んで小泉の演説に対する賞賛の意を表した。讃辞の列は次の代表の演説も終えたころまで続き、多くの国連関係者を驚かせた[46]。
- 2002年にシンガポール訪問時に、シンガポールのナザン大統領を表敬訪問した際、ナザンから「自分の孫娘が小泉総理のファンなので一緒に写真を撮ってもらえないか」と頼まれ、快く応じた[46]。
- 2006年のアメリカ訪問時に「アメリカは一人で悪に立ち向かっているわけではありません。常に多くの同盟国、友好国とともにあります。そして日本はアメリカとともにあるのです」と演説をし、鳴り止まないほどのスタンディング・オベーションを浴びた[46]。
- 2010年暮れに出版された元イギリス首相トニー・ブレアの回顧録によると、イラクをめぐり米英と仏独の対立が高まっていた2005年に、ジャック・シラク仏大統領が「料理がまずい国の人間は信用できない」と英国を非難する放言騒ぎが発生した。英国でブレアが議長を務めた先進国首脳会議 (G8) の晩餐会がこの事件の数日後に開催され、小泉は供された食事を摂りながら、「英国料理はうまいよな？ジャック！(Excellent English food, isn't it, Jacques?)」と大声でシラクに向かって叫ぶことでたしなめ、フランスを牽制しつつホスト国である英国の面目を助けるアドリブを放った小泉は快活で、他の日本の政治家とは異なり、会議のムードメーカーだった、とブレアは述懐している[47]。
- 1991年、当時のアメリカ副大統領であったダン・クエールと談笑した際、クエールに在日米軍の駐留費を引き上げないと撤退させるぞと脅されたものの、その場に居合わせた小泉のみが明確にノーと発言した上で、撤退するなら日本には真の独立心が芽生えるだろうと言い残してクエールを黙らせている[48]。

## 逸話
- 「脱派閥」を訴え、総理在任中は派閥の意向にとらわれない政権運営を行ったが、総理となるまでの小泉自身は派閥政治家の一面もあり、派に対する忠誠心も強かった。ポスト中曽根の後継で竹下登が指名され（いわゆる「中曽根裁定」）、安倍晋太郎が敗北した際の安倍派の打ち上げでは、先輩政治家たちがお通夜のように静まりかえる中、遅れて料理屋に入ってきた安倍に対して、小泉はいきなり卓を叩き、「だからあんた、甘いんだよーッ！」と怒鳴りつけたという。あまりの剣幕に周囲は唖然として声もなく、安倍はただ黙って苦笑いするしかなかったと、同席した平沼赳夫は述懐している[49]。
- “骨太の方針”をまとめる時、「ぼくは高杉晋作の生き方を見習おうと思っている」と述べている[50]。
- 人と会話する時、身振り手振りを交えながら一言一言を短く簡潔に言って、わかりやすく説明する話し方が特徴。
- 郵政民営化や道路公団民営化などに反対する議員・団体・勢力を「抵抗勢力」と呼んだ。
- 国会演説や記者会見などで、国民に対して自助と自律の精神を呼びかけた。
- 愛読書は『ああ同期の桜』（海軍飛行予備学生第14期会編）。
- 国会では「極東国際軍事裁判を受諾し、A級戦犯は戦争犯罪人と認識している」と答弁している。
- 2006年9月の自民党総裁任期満了をもって総理及び総裁の両役職を辞める旨を会見などで早くから発言し、任期満了までに時間がある時点からポスト小泉人事が話題となっていた。小泉自身は総理・総裁辞任後は自分は院政を敷くつもりはないと発言し、総裁選直前には安倍晋三支持を明確にした。
- いわゆる「付け届け」とみなされる行為を極端に嫌う。人からの贈り物はほとんど受け取らず、バレンタインのチョコレートも受け取ったことはない[51]。
- 政治家として結婚式の仲人もした事があるが、式の席上で仲人の新郎新婦紹介の際、「結婚はそんな甘いものじゃあない！」と発言し、列席者全員を驚かせたことがある。
- 2008年の突然の引退表明は驚きを与えたが、以前から引退時期について問われると、父親（小泉純也）の死んだ65歳までと度々発言しており、当時66歳となっていた小泉にとっては「公約」通りの身の処し方となった。
- 首相就任以来、毎日通常2回、官邸で総理番記者の質問（ぶら下がり）に立ち止まって答えた（小泉以前の首相は答えない場合もあったり、質問に答える場合でも歩きながらという慣習であった）。
- 「自民党をぶっ壊す」「私の政策を批判する者はすべて抵抗勢力」と宣言して総裁選に勝利、発足時の内閣支持率は戦後最高を記録した。一部では「ナチズム」「ブーランジスム」と揶揄される程の驚異的支持率であった。
- 2001年9月の臨時国会における所信表明演説ではチャールズ・ダーウィンの進化論を経済社会にも取り込むよう発言した。ただ、アドルフ・ヒトラーが進化論を演説に取り込んだこともあり、欧米では演説に細心の注意が払われる傾向にある。
- 田中眞紀子（当時外相）の更迭時には支持率が急落するものの、終始40%以上の支持率を保ち続けた。
- 「聖域なき構造改革」として、国民に対して痛みを伴う改革を主張した（野党には「痛みしか伴わない」と揶揄された）。
- 衆議院選挙における小選挙区比例代表並立制に一貫して反対し、選挙の際は重複立候補していない（2005年の郵政選挙では一時期小泉本人の重複立候補が決まりかけていたが、最終的に取りやめとなった）。1996年の衆院選で当選が決まったあと、選挙事務所からTV中継されたインタビューにおいても「選挙区で落選した議員が比例区で当選するというのはおかしい。だから私は重複立候補はしない」と述べている。しかし2005年の選挙では自身が否定的なその比例代表並立制の特徴を存分に活用して新人議員を多数当選させる。また、自身の後を継いで出馬した息子の小泉進次郎も重複立候補していない。
- 靖国神社に参拝する理由を問われると一貫して「心の問題」と表明し通した[52]。他方で政教分離原則に反すると議論を呼んだ。ただ、総裁就任以前には参拝の習慣は無かったようで、靖国参拝は日本遺族会からの支持を期待しての公約だったとの見方もある。
- 2001年の総裁選においては田中眞紀子から出馬を強く勧められたことを明かし、「立ちなさいと女性から言われて、男として立たないわけにはいかない」と挨拶した。
- 総理大臣在職5年5ヶ月分の退職金634万5千円をすべて野口英世アフリカ賞に寄附したと表明した[53]。
- 2004年5月27日の参議院において、かつて横浜市の不動産会社で厚生年金に加入していたが、実際には勤務実態は無かったのではないかと、齋藤勁から追及を受けた。その際、小泉は「『仕事は次の選挙に当選することだ』と社長から言われた」と回想し、「総理を辞めたら、その会社の社長さんのお墓参りをしたい」と語ったが[54]、実際には元社長は94歳にして存命だった。翌日、小泉は記者からこの件を問われると「健在だと聞いてよかった。やっぱりいい人は長生きしてもらいたい」と答えた。結局、元社長は同年9月に世を去った[55]。

### 容姿
- 身長169cm、体重60kg。
- 髪型がライオンのたてがみに似ているとして、ライオンのイメージキャラクターが作られたほか、首相在任中の小泉はこのイメージを活用し年を追うごとに綺麗に白髪化させている。なお、2005年冬に米国俳優のトム・ハンクスと米国で対面した際、トム・ハンクス本人から「今、小泉総理のヘアースタイルが、米国ですごく流行っている」と言われ、小泉は照れ笑いに終始した。また、「ライオン宰相」と評された濱口雄幸と比較されることもある。
- 米国俳優のリチャード・ギアと面会した際、「ジャパニーズ・リチャード・ギア」と紹介された。

### 対人関係
- 初当選前から福田赳夫に師事した。福田および福田派に対する絶対の忠誠心はよく知られている。
- 第43回衆議院議員総選挙で落選した盟友、山崎拓を首相特別補佐官として登用している。その後、靖国参拝問題や人事などで山崎との関係は疎遠になったとも言われている。
- 竹下内閣で国対副委員長を務め、国対委員長である渡部恒三に仕えた。渡部を含む党関係者の誰もが、小泉に務まるのかと心配したが、意外とまともに振舞ったという。渡部が政調会長の渡辺美智雄から批判された際に、これをかばったことを渡部は感謝し「いやあ正論を言ってくれたなあ。君は首相になる」と言ったところ、本当になってしまったと回想している。のちに小泉政権時に渡部が民主党の国対委員長に就任した2006年4月に、両者は国会で対峙している。
- YKKで反竹下派として活動したが、大蔵政務次官として仕えた当時の大蔵大臣が竹下登であり、竹下との関係は比較的良好であった。竹下派を批判する際も、竹下個人に対する批判はしなかった。
- 長年選挙対策本部長を務めた竹内清（前神奈川県議会議長）は、暴力団稲川会の元組員であり、石井会長と非常に親しい関係にあった[56]。写真週刊誌『FRIDAY』（2004年6月25日号）は「小泉首相の選挙経歴 - 選挙対策本部長が元暴力団」というスクープ記事を掲載し、この竹内の証言を引き出している。竹内の力によって1969年時の選挙の時に注目を集めた小泉の女性問題に関する中傷はピタリと止み、1972年初当選を果たした。竹内はその後連続10回選挙対策本部長を務め、2001年に政治活動から引退した[57]。

### 音楽・芸術・伝統芸能関係
- ロックバンド、X JAPANの大ファンであると公言している。その流れから自民党のCMにX JAPANのヒット曲『Forever Love』を採用した。
  - 小泉内閣で経済産業副大臣を務めた高市早苗によれば、小泉とカラオケをした際にX JAPANのシングル曲である『Rusty Nail』を歌ったが、小泉はこの曲を知らなかったという。本人はバラード曲である『Tears』を最も好んでおり、2004年の参議院選挙に向けたCMのBGMへの使用を考えていたが、選挙戦に涙はまずいとして、以前にも自民党が採用した『Forever Love』が再度採用された経緯がある。
  - 1998年5月2日に死去した元X JAPANのメンバーで、同郷でもあるhideの記念館（地元の神奈川県横須賀市）の設立に協力した。
- オペラ、狂言、歌舞伎、落語、映画鑑賞が趣味。
  - 若いころ、ある記者から「おじいさんから政治の薫陶は受けましたか」と尋ねられ、「いや花札しか教わらなかった」と答えている。「ほかには」と問われると、平然として「歌舞音曲だ」と言った。この記者によれば、歌舞音曲好きの血は、小泉家全員に流れているという。「小泉家では一月の二日か三日に、全員で歌舞伎座に行くのが恒例となってます。これは、地元の横須賀事務所をまかせられている末弟の小泉正也が、歌舞伎座の正月公演で三味線を弾いているからです。もちろん舞台の上のプロの芸ではなく、幕の裏で囃子をつける素人の旦那芸です。何やかんやで百万円はかかるそうです。又次郎が任侠肌の人だったせいなのか、小泉家にはそんな玄人好みの血が流れているんです。」[58]
  - 中でもオペラへの関心は高く、2003年のドイツ公式訪問では本人の強い希望でバイロイト音楽祭を訪問し、リヒャルト・ワーグナー作のタンホイザー全3幕を鑑賞した。2001年に日本でメトロポリタン・オペラが公演を行ったときも、『サムソンとデリラ』を鑑賞している。
  - 多くの映画音楽を手掛けている音楽家エンニオ・モリコーネのファンでもあり、2005年（平成17年）10月5日に発売されたチャリティアルバム「私の大好きなモリコーネ・ミュージック」の選曲を務めた。
  - 「好きな映画ベスト3」は「ショーシャンクの空に」「ニュー・シネマ・パラダイス」「フィールド・オブ・ドリームス」であると毎日新聞に掲載された（2000年）。
  - おすすめの小説として、百田尚樹の『海賊とよばれた男』を挙げている。同じくおすすめの映画は2017年公開の実写版ディズニー映画『美女と野獣』[59]。

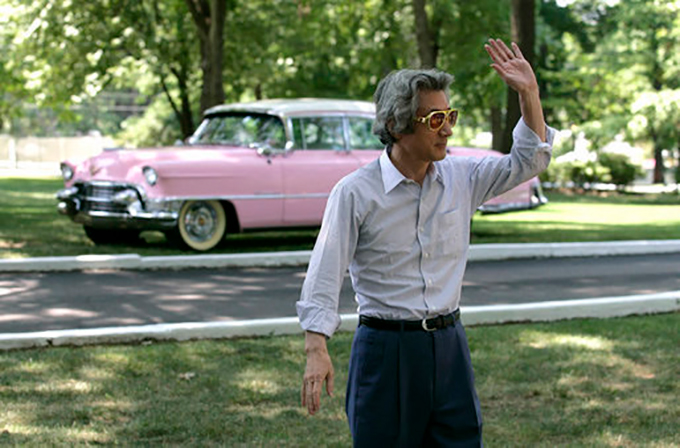
2006年6月29日、エルヴィス・プレスリーの故郷、グレイスランドに向かう小泉。

- 2006年6月29日、エルヴィス・プレスリーの故郷、グレイスランドに向かう小泉。オールディーズ時代のロックンローラー、エルヴィス・プレスリーの大ファンである。首相就任後の2001年には、自ら選曲し解説を著したエルヴィスのCDアルバムを発表した。
  - 2006年6月30日に日米首脳会談後、エアフォースワンにブッシュ夫妻と同乗し、エルヴィスの旧居である「グレイスランド」を公務として訪問した。そこでエルヴィスの元夫人プリシラに「ラヴ・ミー・テンダー」を歌い、「グローリー、グローリー、ハレルーヤ、っと」と熱唱しながらエアギターを披露した。ブッシュ夫妻はこの時、レコードとジュークボックスをプレゼントした[60]。
  - エルヴィスとは誕生日が同じ1月8日である。
- 小泉内閣最後の官邸メールマガジンに、ありがとう / ささえてくれて / ありがとう / 激励協力 / 只々感謝 という自作短歌を掲載した。
- 歌舞伎好きで市川團十郎や彼の息子の市川海老蔵らとも交友があることから、2010年7月29日に行われた海老蔵と小林麻央の結婚披露宴にも参加し、祝辞を述べている。これが議員引退後久々のテレビ出演となった。
- 『冬のソナタ』のファンを自認する。
- 好きな女性芸能人は、渡辺直美と島崎和歌子である[61]。
- 現職中には落語好きがこうじて、落語家で人間国宝の桂米朝と大阪北浜の吉兆で会食をした。息子の小泉進次郎も落語好きで超党派で落語議連を結成している。

### スポーツ・芸能関係
- 大相撲に興味があり、しばしば本場所を訪れる。
  - 首相就任直後の2001年5月の夏場所では、たいていは内閣官房副長官（政務）が担当する総理大臣杯の授与を自ら行い、前日の負傷を押して出場し22回目の幕内優勝を勝ち取った横綱貴乃花光司に対して「痛みに耐えてよく頑張った! 感動した! おめでとう!」との賛辞を送った。「感動した!」は流行語ともなった。
  - 2005年11月の九州場所では、総理大臣杯の授与を、再び自ら行った。年6場所全制覇など3つの大記録を達成した横綱朝青龍明徳に対して、「新記録! 大記録! みごとだっ! おめでとう!」と賛辞を送った。貴乃花の時は東京両国国技館であったが、この時は福岡国際センターである。わざわざ福岡まで行った理由について、年6場所を全て制覇したら行くという約束を、その年の初めに朝青龍とかわしていたと記者団に語った。
- プロ野球では神奈川県を本拠地とする横浜ベイスターズ（現：横浜DeNAベイスターズ）を応援している。同球団の2軍が独立採算制の湘南シーレックスとなった際には、本拠地が地元・横須賀市である事もあり、後援会の結成に協力している。また堤義明とも親交が深く、総理大臣就任以前は堤がオーナーだった西武ライオンズのホームゲームを観戦に西武ドームへ何度も足を運んだ。横浜高校出身の松坂大輔が高卒新人時代に先発した試合を堤とVIPシートで観戦した事もあった。
- 高校野球では、第85回全国高等学校野球選手権大会（2003年）で大会史上初となる現職首相による始球式を行い、ど真ん中へのストライクを投じた。
- サッカーの2002 FIFAワールドカップでは、ホスト国・日本の首相として大会運営に協力した。大会直前の親善試合では日本代表の激励のために国立競技場を訪問し、約5万人のサポーターから「コイズミニッポン」コールを受けた。また、6月30日の決勝戦がドイツ対ブラジルになったのを受け、カナダのカナナスキスサミット（第28回主要国首脳会議）で同席したドイツのシュレーダー首相を日本国政府専用機に乗せ、横浜国際総合競技場に招待した。外国の要人が日本国政府専用機に乗った最初の例である。
- スポーツで日本人選手や日本代表が活躍をすると、記者会見で称賛などのコメントを行っている。
- 連珠に精通しており、連珠で二段を取得している[62]。
- 1998年、世界のワイン名士・著名人に贈られるメドック・グラーヴ・ボンタン騎士団騎士の称号を送られた。
- 1999年に放送されたドラマ「TEAM」（フジテレビ系）に文部大臣役として出演したことがある。また同じ年に、同じくフジテレビ製作の「SMAP×SMAP」のBISTRO SMAPのコーナーにも出演している。番組中に中居正広は「総理大臣になるのではないか?」と冗談で言ったが、現実のものとなった。日本テレビ製作の「モー。たいへんでした」にも出演した。
- 2002年5月26日に東京競馬場で行われた東京優駿（日本ダービー）に来場し、表彰式で優勝馬（タニノギムレット）の馬主（谷水雄三）に「内閣総理大臣賞」を授与した。現職首相のダービー観戦は、1958年の岸信介首相以来の44年ぶり2回目。
- 2009年の映画『大怪獣バトル ウルトラ銀河伝説 THE MOVIE』にてウルトラマンキングの声を担当している。
- 株式会社エスエンタープライズに講師登録しており、同社の看板登録講師となっている[63]。

### ロンドン大学留学
公式プロフィールでは留学とされているが、実際は聴講生で単位取得はなし。『週刊ポスト』（2004年2月27日号と3月5日号）には「小泉首相が初挑戦した1969年12月の衆院選挙の際の選挙公報、初当選した1972年12月の衆院選挙の選挙公報に届出されていた小泉首相の履歴は“慶應義塾大学卒。ロンドン大学政治経済学部留学”とあるが、これはあやふやな表現に当たる。なぜなら、ロンドン大学群の一つのユニバーシティ・カレッジ・ロンドン(University College London)に政治経済学部はないからである。ロンドン大学群にはいくつかのカレッジがあり、政治経済学部といえば一般的にロンドン・スクール・オブ・エコノミクスを指し、世界中から優秀な学生が集まることで知られ、ノーベル経済学賞受賞者を多く輩出しているが、小泉元首相が在籍したのはここではない。小泉首相はユニバーシティ・カレッジ・ロンドン（ロンドン大学群）の経済学部に1年足らず聴講生のような形で語学留学していた。」とある。そもそも、ロンドン大学という単一の大学はない。

### 人物評
- YKKでは、政策の加藤に対比して、政局の小泉と評された。
- 1998年の自民党総裁選に出馬した際田中眞紀子は小渕恵三を凡人、士官学校卒の梶山静六を軍人、そして小泉を変人と評した（総裁選で選ばれた際の真紀子の演説では「変人の母でございます」）。以後このニックネームが定着したが、このとき本人は「『変人』とは『変革の鉄人』のことである」と述べている。2005年の郵政解散の折には、参議院での法案否決による衆議院解散を思いとどまるよう説得に訪れた森喜朗に「変人以上」と評されている。
- 麺類を好む。幅広麺には一家言もつ。
- 田原総一郎 「小泉は『イエス』『ノー』が極めてはっきりしていた。あんなにはっきりしていた首相は珍しい。振り返ってみても、田中角栄、中曽根康弘、小泉くらいだろうね。主張が明快だったから、魅力があったんだと思う。加えて、小泉はマネースキャンダルが全くなかった。その透明性も支持されて長期政権となった。近年は、すっかり“反原発”主義者だね。日本は原発がなくても十分やっていける、と訴えている。反原発を語らせたら、本当に説得力がある」[64]

## 選挙歴
| 当落 | 選挙                   | 執行日         | 年齢 | 選挙区      | 政党       | 得票数     | 得票率 | 定数 | 得票順位 /候補者数 | 政党内比例順位 /政党当選者数 |
| ---- | ---------------------- | -------------- | ---- | ----------- | ---------- | ---------- | ------ | ---- | ------------------ | ---------------------------- |
| 落   | 第32回衆議院議員総選挙 | 1969年12月27日 | 27   | 旧神奈川2区 | 自由民主党 | 10万3381票 | 16.55% | 4    | 5/6                | /                            |
| 当   | 第33回衆議院議員総選挙 | 1972年12月10日 | 30   | 旧神奈川2区 | 自由民主党 | 12万2188票 | 16.80% | 4    | 4/6                | /                            |
| 当   | 第34回衆議院議員総選挙 | 1976年12月05日 | 34   | 旧神奈川2区 | 自由民主党 | 11万7698票 | 14.46% | 5    | 4/8                | /                            |
| 当   | 第35回衆議院議員総選挙 | 1979年10月07日 | 37   | 旧神奈川2区 | 自由民主党 | 10万5125票 | 16.38% | 5    | 3/8                | /                            |
| 当   | 第36回衆議院議員総選挙 | 1980年06月22日 | 38   | 旧神奈川2区 | 自由民主党 | 14万6681票 | 17.49% | 5    | 2/8                | /                            |
| 当   | 第37回衆議院議員総選挙 | 1983年12月18日 | 41   | 旧神奈川2区 | 自由民主党 | 11万5274票 | 15.13% | 5    | 3/8                | /                            |
| 当   | 第38回衆議院議員総選挙 | 1986年07月06日 | 44   | 旧神奈川2区 | 自由民主党 | 16万7838票 | 20.76% | 5    | 1/10               | /                            |
| 当   | 第39回衆議院議員総選挙 | 1990年02月18日 | 48   | 旧神奈川2区 | 自由民主党 | 16万8997票 | 18.37% | 5    | 1/11               | /                            |
| 当   | 第40回衆議院議員総選挙 | 1993年07月18日 | 51   | 旧神奈川2区 | 自由民主党 | 14万9269票 | 16.45% | 5    | 2/9                | /                            |
| 当   | 第41回衆議院議員総選挙 | 1996年10月20日 | 54   | 神奈川11区  | 自由民主党 | 11万8955票 | 58.16% | 1    | 1/4                | /                            |
| 当   | 第42回衆議院議員総選挙 | 2000年06月25日 | 58   | 神奈川11区  | 自由民主党 | 15万7335票 | 69.03% | 1    | 1/3                | /                            |
| 当   | 第43回衆議院議員総選挙 | 2003年11月09日 | 61   | 神奈川11区  | 自由民主党 | 17万4374票 | 74.42% | 1    | 1/3                | /                            |
| 当   | 第44回衆議院議員総選挙 | 2005年09月11日 | 63   | 神奈川11区  | 自由民主党 | 19万7037票 | 73.16% | 1    | 1/5                | /                            |

## 家族・親族

### 小泉家
（神奈川県横浜市金沢区大道、横須賀市）
祖父小泉又次郎は慶応元年（1865年）、武蔵国久良岐郡六浦荘村大道（現在の神奈川県横浜市金沢区大道）にとび職人、由兵衛の二男として生まれた。又次郎が生まれた当時、鎌倉街道に面したこの地は、戸数わずか三十二戸の小さな村であった。父、小泉由兵衛は村の代々の鳶職だったが、のちに軍港横須賀に進出して、海軍に労働者を送り込む軍港随一の請負師になった。

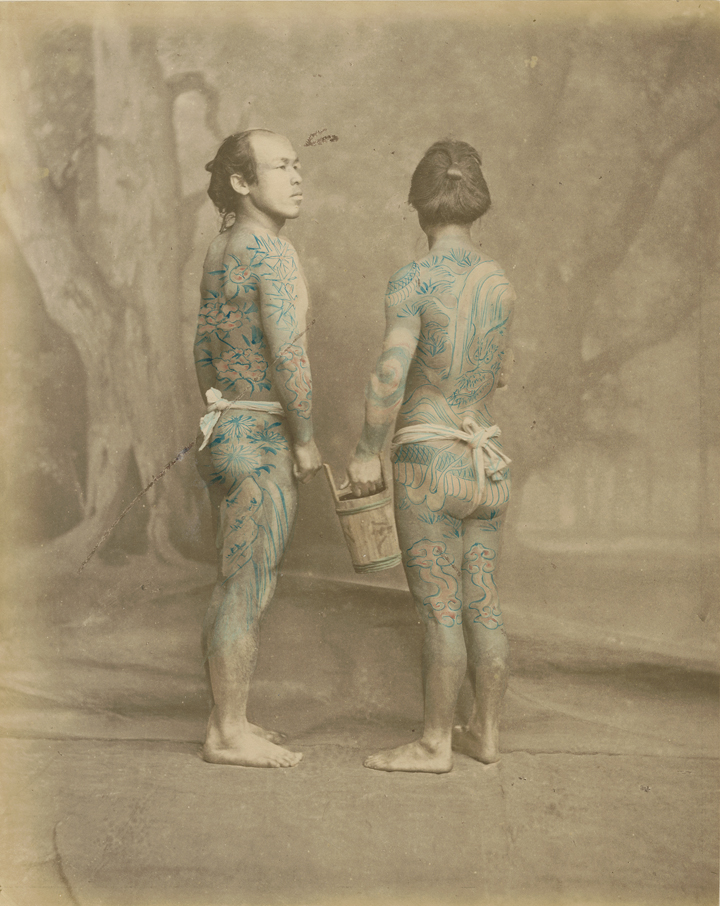
入れ墨を施した江戸時代の人、1870年

当時の横須賀では沖仲仕の手配師として目兼の大親分と小泉組が縄張りを競い合い、博徒たちの賑やかな出入りが繰り返されていたという。
1884年（明治17年）に海軍鎮守府が置かれた横須賀は、日清戦争から日露戦争にかけて軍港として急速に発展したが、ここでも、軍艦に砲弾や燃料の石炭、食糧などを積み込む仲仕の組織が発達し、これを仕切る仲仕請負からやくざ組織が生まれていった。当時、横須賀でこの仲仕の仕切りでしのぎを削ったのが、博徒の目兼組と鳶の小泉組であった。この縄張り争いは、近世以来の古い型の博徒である目兼組を抑えて、新興の小泉組が制していく。そして、この小泉組を率いていた鳶の親方・小泉由兵衛が跡目を継がせた息子の又次郎がこの帰趨（きすう）を決定的にし、小泉組は軍港のやくざとして一大組織を築くことになった。この又次郎こそが、のちの首相・小泉純一郎の祖父であった。この小泉組も、吉田磯吉と同じ時期、同じ環境から生まれてきた近代ヤクザの1つに他ならない。
又次郎は若いころ、軍人になることを諦め、鳶職人になることを決意した証に、全身に入れ墨を彫っていた。明治41年（1908年）衆議院議員に当選、浜口雄幸内閣、第2次若槻禮次郎内閣で逓信大臣を務めた。
- 曾祖父・由兵衛（とび職人、請負師）
- 曾祖母・徳（岡崎文五郎・二女）

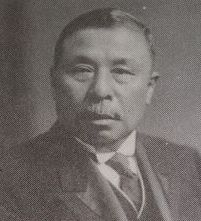
祖父・又次郎

- 祖父・又次郎（とび職人、請負師、小学校代用教員、新聞記者、政治家）

1865年（慶応元年）5月生 - 1951年（昭和26年）9月没
由兵衛と徳の二男。『小泉又次郎伝』によると、又次郎の少年時代は詳細な記録もなく不明な点も多いが、“気っ風（ぷ）と腕っ節、根性がものをいう商売”、“意地と我慢の商売”といわれる家業で、又次郎はその血を引き、そのような家風で育った。
普選運動の闘士として庶民人気が高かった。
純一郎が厚生大臣に就任したとき、フォーカスのインタビューで祖父のことをこう語っている。「いまじゃゴルフ場にも入れてくれないのにな。ところが祖父は、全身刺青で大臣や副議長までやった。首から背中、腕にかけて龍が彫ってあって、それや見事なものだったよ。」 「僕が9才のときになくなった。よく覚えていますよ。マージャン、花札、おいちょかぶ、みんな教えてもらったんだもの。」
- 大叔父・岩吉（土木建築請負業）

小泉家の苦しい家計を支えたのは、又次郎が家業を譲った弟の岩吉だった。兄・又次郎同様、背中にみごとな入れ墨を入れた岩吉は、又次郎の度重なる無心にもいやな顔ひとつ見せず、必要な金を必ず用立てたという。
- 祖母・石川 ハツ（又次郎の妾、小泉家の女中）

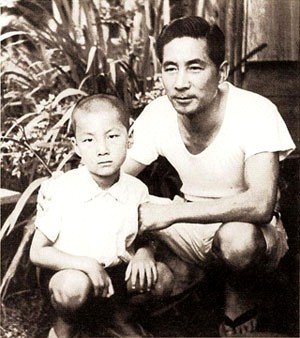
父・純也と、純一郎

富山県滑川出身。
- 父・純也（政治家）

1904年（明治37年）1月生 - 1969年（昭和44年）8月没
純也は鹿児島県川辺郡東加世田村（のち加世田市、現南さつま市）の漁業・鮫島家に生まれた。父親の彌三左衛門（やざえもん）は事業に失敗し、地元の鰹節（かつおぶし）工場に雇われていたが、純也が11歳の時に亡くなった。母親のトメが三男六女を育てたが、家が貧しく純也のきょうだいのうち3人が亡くなっている。生家の鮫島家が事業に失敗したため上京し、苦学しながら政治の道を志した。芳江と知り合ったころは、又次郎が幹事長をつとめる立憲民政党の事務職員だった。又次郎のところに出入するうち二人は恋におち、東京・青山の同潤会アパートで同棲をはじめた。又次郎は「帰って来い」と、新聞の尋ね人欄に広告までだしている。純也と芳江の結婚について、又次郎の養女だった近藤壽子は「本当に大変だったんです。なにしろ駆け落ち同然の結婚でしたからね。芳江さんはハンサム好みで、ハンサムな男性を見るとイチコロなんです。又次郎さんはもっと立派なところから婿を欲しいと思っていたんでしょう、すごく反対して怒ってました。」と述べている。
純也は昭和12年（1937年）衆議院議員に当選、第3次池田勇人内閣、第1次佐藤榮作内閣で防衛庁長官を務めた。在日朝鮮人の北朝鮮送還事業を主導した。
- 母・芳江（父は又次郎、母はハツ）

1907年（明治40年）生 - 2001年（平成13年）10月没
又次郎は、正妻・ナオ（元芸者）との間に子がなかったので、妾・ハツが芳江（純一郎の母）を産んだ。又次郎によると「誰の腹でもいいから、自分の子供はもっておくものだね」という。石川ハツはその後、山口忠蔵という男と結婚し、3人の子を産んだ。石川ハツが結婚した山口忠蔵はおみこしなどを造る宮大工だった。山口忠蔵にも入れ墨があった。佐野眞一によると「山口忠蔵は、仕事の性質や入れ墨を彫っていたことなどから考えて又次郎の配下の者、もしくは弟分だったと思われる。だとすると、又次郎はハツに一人娘の芳江を産ませたのち、遠慮も何もいらない立場の山口忠蔵にハツを“お下げ渡し”したのではないか。又次郎と山口はいわば “入れ墨兄弟” の関係ではなかったか？」という。
- 長姉・道子

1932年（昭和7年）生 - 2016年（平成28年）没
弟の純一郎が佳代子と離婚後、孝太郎と進次郎の母代わりとなっていた。
- 次姉・隆子

夫は元通産閣僚の豊島格。
- 三姉・信子（政策秘書）
- 弟・正也（私設秘書）

妻は石原慎太郎の妻・典子の従兄弟の娘・美枝子（旧姓：石田）。
- 元妻・佳代子（エスエス製薬元会長・泰道照山の孫娘、泰道三八の姪、経営コンサルタント）

1956年（昭和31年）生 -
- 長男・孝太郎（俳優、タレント）

1978年（昭和53年）7月生 -
- 次男・進次郎 （政治家、農林水産大臣、元環境大臣）

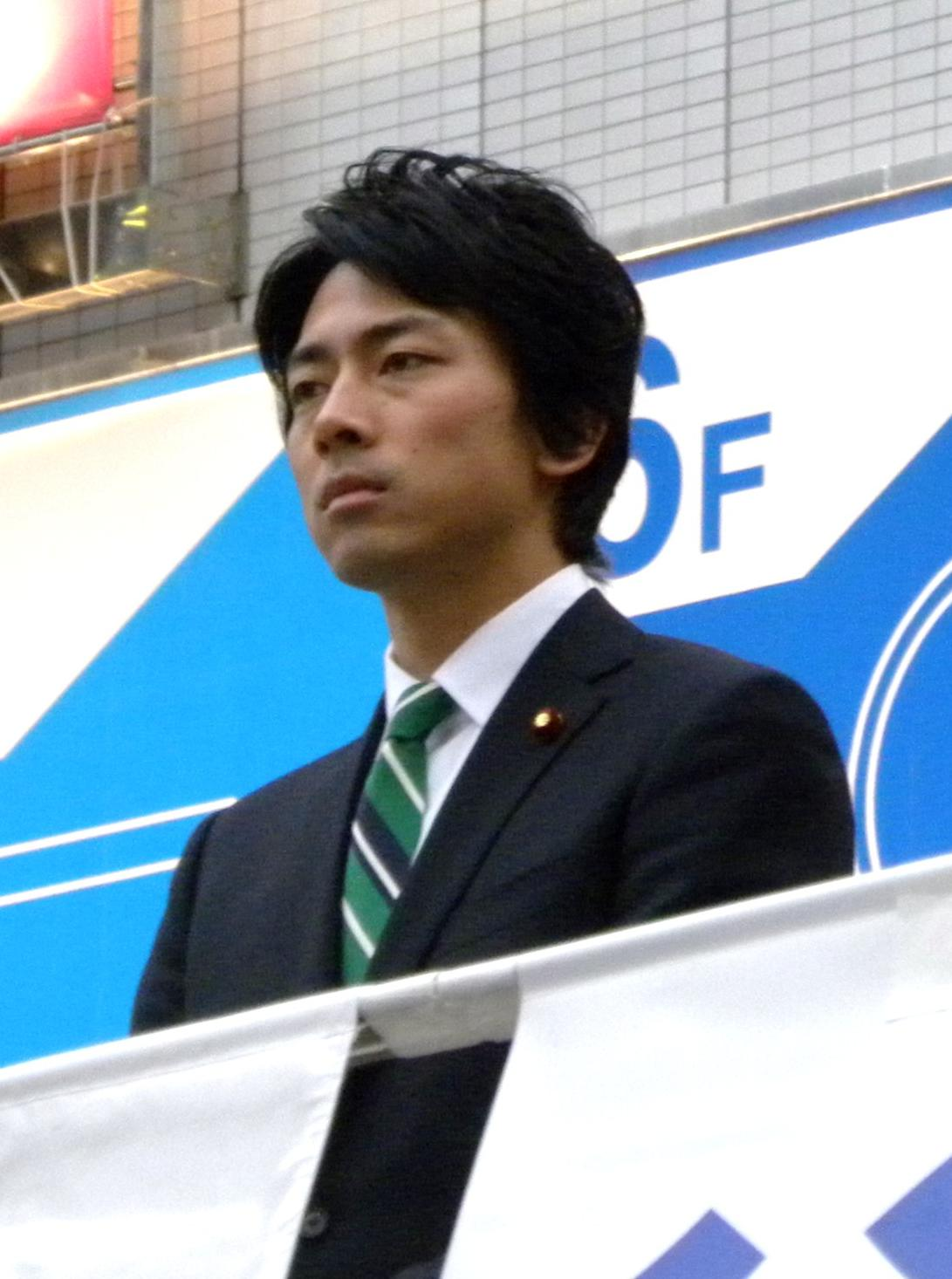
次男・進次郎

1981年（昭和56年）4月生 -
- 三男・宮本 佳長

1983年（昭和58年）生 -
母の佳代子と同じ宮本姓を名乗っている。「妊娠六ヶ月で離婚された佳代子が一人で佳長を産むと、小泉側は親権を主張し、家裁での調停に持ち込まれた。その結果、ようやく佳代子が佳長を引き取ることができた。佳長が「父親と二人きりで会いたい」と涙ながらに小泉事務所に電話で訴えてきたことがあったが、その話を秘書官の飯島勲から伝え聞いた信子は「血はつながっているけど、親子関係はない」と冷たく言い放った」という。
中学卒業後にアメリカ・テネシー州の高校に留学。帰国後は京都の佛教大学に通い、中国語を学んだ。しかし、この間も父や兄に会うことは一度もなかった。2010年末、東京・赤坂にあるレストランのカウンター席に父と3人の息子の4人が並んで食事を楽しんでいた。2013年末には絶縁状態だった佳長の結婚式に父・純一郎とその息子たちも出席した。
- 嫁・滝川 クリステル（日本名は雅美、次男の妻、フリーアナウンサー）

1977年（昭和52年）10月生 -
- 孫・道之助（次男夫婦の長男）

2020年（令和2年）1月生 -
- 孫（次男夫婦の長女）

2023年（令和5年）11月生 -

### 鮫島家
（鹿児島県南さつま市、旧加世田市）
- 祖父・彌三左衛門
- 祖母・トメ

### 親戚
- 従兄弟・井料 克己（いりょう かつみ、政治家・元横須賀市議会議長）

井料の母親の弟が純也である。
- 義兄・豊島 格（隆子の夫、官僚・元資源エネルギー庁長官）

### 評価
ノンフィクション作家の神一行は、「その小泉の閨閥であるが名門といわれるほどのものではない。むしろ小泉の性格は三代続く政治家家系の血筋とみてよい。」と述べている。

## 略年譜
- 1942年1月8日 - 神奈川県横須賀市に生まれる。
- 1954年 - 横須賀市立山崎小学校卒業。
- 1957年 - 横須賀市立馬堀中学校卒業。
- 1960年3月 - 神奈川県立横須賀高等学校卒業。
- 1967年 - 慶應義塾大学経済学部卒業。ロンドン大学留学[86]。実父の急死で1969年8月帰国。
- 1969年12月27日 - 第32回衆議院議員総選挙に自由民主党公認で立候補するも落選
- 1970年 - 衆議院議員福田赳夫（後に首相）の秘書となる。同い年の同僚に佐藤静雄
- 1972年12月10日 - 第33回衆議院議員総選挙において自民党公認で衆議院議員に初当選、以後連続当選。飯島勲が秘書となり、二人三脚で進む。
- 1979年11月 - 大蔵政務次官に就任（第2次大平内閣）
- 1980年 - 自民党財政部会長
- 1988年12月 - 厚生大臣に就任（竹下内閣）
- 1989年6月 - 厚生大臣に就任（宇野内閣）
- 1992年12月 - 郵政大臣に就任（宮澤内閣）
- 1995年9月 - 自民党総裁選に出馬。橋本龍太郎に敗れる。
- 1996年11月 - 厚生大臣に就任（第2次橋本内閣）
- 1998年7月 - 自民党総裁選に出馬。小渕恵三、梶山静六につぐ三位。
- 2000年4月 - 清和会（森派）会長に就任
- 2001年4月24日 - 3度目の挑戦で、自民党総裁に選出
- 2001年4月26日 - 第87代内閣総理大臣に就任（第1次小泉内閣）
- 2001年8月13日 - 首相就任後初の靖国神社参拝
- 2001年11月 - テロ対策特別措置法を公布
- 2002年1月29日、田中眞紀子外務大臣を更迭。1月31日まで外務大臣を兼務。2月1日から川口順子環境大臣に交代
- 2002年9月17日 - 北朝鮮の平壌で金正日総書記と初の日朝首脳会談、日朝平壌宣言に調印
- 2002年9月30日 - 小泉改造内閣発足
- 2002年10月15日 - 北朝鮮の日本人拉致被害者5人帰国
- 2003年1月 - ロシア連邦を訪問
- 2003年6月 - 有事関連3法を公布
- 2003年8月 - イラク特措法を公布
- 2003年9月20日 - 小泉再改造内閣発足
- 2003年11月19日 - 第88代内閣総理大臣に就任（第2次小泉内閣）
- 2004年1月 - 自衛隊のイラク、サマワへの出兵を命令
- 2004年4月 - イラク日本人人質事件。武装集団が「イラクからの自衛隊の撤退」を要求するも拒否。人質3人は後に解放。さらに2人が拉致され後に解放される。
- 2004年5月22日 - 再訪朝し平壌で金正日総書記と会談。北朝鮮に対する25万トンの食糧及び1000万ドル相当の医療品の支援を表明し、日朝国交正常化を前進させると発表。5人の拉致被害者の家族の帰国を実現。このとき反対派からデマ報道で攻撃されている。
- 2004年5月28日 - 朝鮮総聯第20回全体大会に対して歴代首相、自民党総裁として初めて祝辞を贈った。
- 2004年7月、第20回参議院議員通常選挙で自民党が民主党に僅差で敗れる。
- 2004年9月27日 - 第2次小泉改造内閣発足
- 2004年10月 - イラク日本人青年殺害事件。イラク聖戦アルカーイダが「イラクからの自衛隊の撤退」を要求するも拒否。人質は殺害された。
- 2005年3月27日 - フランスのジャック・シラク大統領と首脳会談
- 2005年4月23日 - 中国の胡錦涛国家主席と首脳会談
- 2005年4月26日 - 旧首相官邸を改築した新公邸に転居
- 2005年7月5日 - 郵政民営化関連法案が衆議院本会議で可決
- 2005年8月8日 - 郵政民営化関連法案が参議院本会議で否決。衆議院解散を閣議決定し、署名を拒否した島村宣伸農林水産大臣を罷免し自ら兼務。同日、憲法7条に基づき衆議院を解散。この解散を「郵政解散」と命名
- 2005年8月11日 - 兼務していた農林水産大臣の後任に岩永峯一起用
- 2005年8月15日 - 1995年に発表された村山内閣総理大臣談話「戦後50周年の終戦記念日にあたって」を踏襲した首相談話[87]を発表し、第二次世界大戦中に行われた日本のアジア諸国に対する侵略と植民地支配を謝罪
- 2005年9月11日 - 第44回衆議院議員総選挙において自由民主党だけで296議席、与党で327議席の大勝
- 2005年9月21日 - 第89代内閣総理大臣に就任（第3次小泉内閣）
- 2005年10月14日 - 特別国会に再提出された郵政民営化法案が衆参両院の可決を経て成立
- 2005年10月31日 - 第3次小泉改造内閣発足
- 2006年6月 - 政権最後となる訪米を実施。ブッシュ大統領よりテネシー州のエルヴィス私邸を公務として訪問。実質これが首相としての「卒業旅行」
- 2006年7月15日 - ロシアサンクトペテルブルクサミットにG8各国首脳と共に参加。
- 2006年7月25日 - 野口英世アフリカ賞の創設を正式に発表。
- 2006年8月15日 - 終戦の日に靖国神社へ参拝
- 2006年9月21日 - 自民党総裁任期満了
- 2006年9月26日 - 内閣総理大臣を退任。
- 2006年12月15日 - 自民党の国会議員らで作る「改革加速議員連盟」の顧問に就任。
- 2007年9月13日 - 飯島勲が辞表提出。
- 2008年9月25日 - 次期総選挙に出馬せず、政界引退を表明。
- 2009年7月21日 - 衆議院解散により議員の地位を失い政界引退。

## 著書
- 『官僚王国解体論 : 日本の危機を救う法』光文社、1996年6月。ISBN 4-334-05234-7。
- 『小泉純一郎の暴論・青論』集英社、1997年9月。
- 業田良家 画『コイズム』メディアレブ、2001年7月。
- 時事画報社「Cabiネット」編集部 編『小泉純一郎です。 : 「らいおんはーと」で読む、小泉政権の5年間』時事画報社、2006年10月。
- 『音楽遍歴』日本経済新聞出版社〈日経プレミアシリーズ ; 1〉、2008年5月。
- 『原発ゼロ、やればできる』太田出版、2018年12月。

### 共編著
- 梶原一明『郵政省解体論 : 「マルチメディア利権」の読み方』光文社〈カッパ・ビジネス〉、1994年9月。
- 松沢しげふみ『郵政民営化論 : 日本再生の大改革!』PHP研究所、1999年12月。
- 小泉純一郎[他]『自民党の底力 : 日本政策アカデミー「シンクタンク2005・日本」非公開セミナー講演集』成甲書房、-2007-06 エラー: 日付が正しく記入されていません。（説明）。
- 常井健一『小泉純一郎独白』文藝春秋、2016年2月。
- 吉原毅『黙って寝てはいられない』扶桑社、2016年7月。
- 常井健一 取材・構成『決断のとき : トモダチ作戦と涙の基金』集英社〈集英社新書〉、2018年2月。

## 出演番組など

### バラエティ番組
- 小泉孝太郎＆ムロツヨシ 自由気ままに2人旅（2022年9月28日、フジテレビ）[88]

### ラジオ
- 小泉総理 ラジオで語る（2003年1月18日 - 2006年7月22日、ニッポン放送）※パーソナリティ

### ドラマ
- TEAM（1999年10月13日、フジテレビ） - 文部大臣 役[89]

### 映画
- 大怪獣バトル ウルトラ銀河伝説 THE MOVIE（2009年） - ウルトラマンキング 役（声の出演）[90]

### 小泉純一郎をモデル・題材にした作品

#### テレビドラマ
- ザ・決断!世紀の決戦〜実録・永田町人間ドラマ〜（2005年9月11日、テレビ東京）- 田中健が演じた
- アンテナ22 特別版テレビドラマ『告白』（2006年1月9日、日本テレビ） - 岩城滉一が演じた

#### 漫画
- ムダヅモ無き改革（大和田秀樹）

- 自民党総裁選 ―小泉純一郎の挑戦―〈前・後編〉（2006年6月30日・7月7日、週刊コミックバンチ・Yahoo!みんなの政治、原作：田中良紹、作画：今泉伸二） - 週刊青年漫画雑誌『週刊コミックバンチ』（新潮社）と『Yahoo!みんなの政治』の共同企画。本誌掲載及び「みんなの政治」サイトにて公開[91][92]